# 時代巡迴演唱會
時代巡迴演唱會（英語：The Eras Tour）是美國創作歌手泰勒·斯威夫特舉辦的第六次巡迴演唱會, 斯威夫特將其稱之為貫穿她全部音樂「時代」的旅程以致敬她出道以來發行的全部錄音室專輯。本次巡迴演唱會以橫跨5大洲共計152場成為斯威夫特至今規模最為宏大的巡迴演唱會，同時也是史上票房收入最高的巡迴演唱會以及歷史上第一個總票房超過10億美元以及20億美元的巡迴演唱會。
斯威夫特於2022年發行她的第十張錄音室專輯《午夜》後宣佈了本次巡迴演唱會, 同時該巡回演唱會斯威夫特自2018年舉世盛名體育場巡迴演唱會以來的第二次全體育場巡迴演唱會。本次巡迴演唱會從2023年3月17日於美國格蘭岱爾開始，至2024年12月8日於加拿大溫哥華結束。整場演出共持續3.5小時，以十個章節共計44首歌致敬了斯威夫特各張專輯的核心要素。巡演獲得了一致性的好評，評論家也對巡演的概念、製作、美學和身臨其境的氛圍，以及斯威夫特的音樂技巧、人聲、耐力和多才多藝提出了贊賞。
此外，自首场演唱会以来，本次巡演创下了前所未有的全球需求、门票销售和场地记录。门票销售期间暴露出价格监管和二手票高买卖价差的漏洞，引发广泛关注。演唱会举办城市的经济、企业和旅游业需求大幅增长，例如洛杉矶和多伦多的经济分别增加约3.2亿美元和2.82亿美元。新闻报道和社交媒体的主导地位也不可忽视，自巡演开始以来，TikTok上关于泰勒·斯威夫特的内容日均观看量约为3.8亿次。
然而，Ticketmaster在销售巡演门票时的销售事故和壟斷行为引发了政治审查。2022年11月15日，Ticketmaster的预售系统因需求过高而崩溃，导致大量粉丝未能成功购票。美国司法部随后对Ticketmaster提起反垄断诉讼，指控其在票务市场上存在不正当竞争行为。
在本次巡演期间，泰勒·斯威夫特积极宣传了她的音乐作品：她发布了《午夜》的另外两张加曲版本，以及第三张和第四张重录专辑《愛的告白 (重製版)》和《1989 (重製版)》，同时推出第十一张录音室专辑。此外，她在東盧瑟福站首场和堪薩斯城站首场分别首映了歌曲《業力》和《我看見你了》的音乐录影带，并宣布将2019年发布的歌曲《慘痛夏日》作为单曲派往电台。巡演的电影版本《泰勒·斯威夫特：時代巡迴演唱會》于2023年10月13日起在全球影院上映，成为史上票房最高的演唱会电影。

## 背景

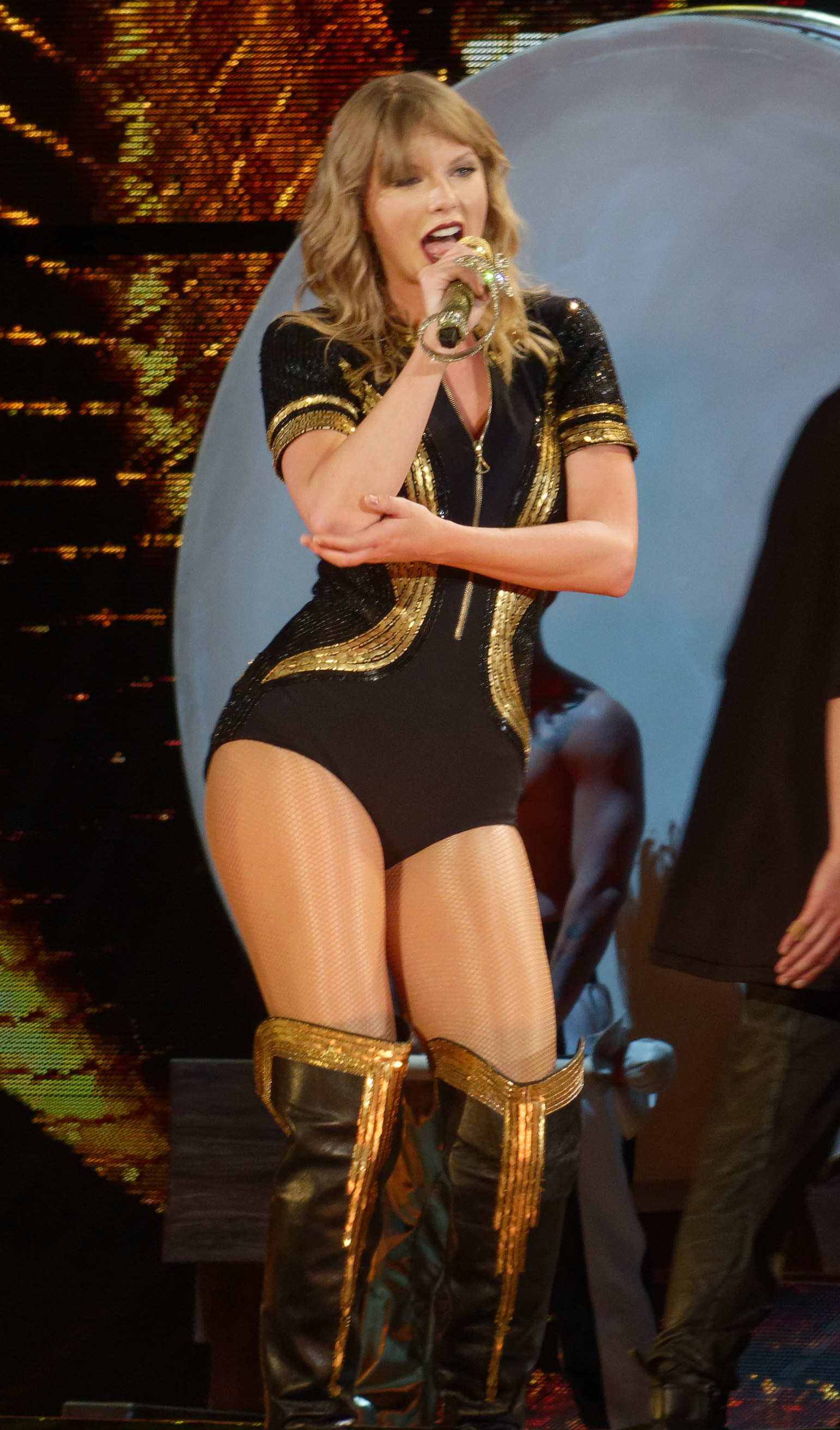
斯威夫特在舉世盛名體育場巡迴演唱會上表演，該巡迴演唱會在本次巡演前為美國境內收入最高的巡迴演唱會。

2018年，斯威夫特為宣傳其於2017年發佈的第6張錄音室專輯《舉世盛名》而開啓了舉世盛名體育場巡迴演唱會，該巡演隨之成為北美世上收入最高的巡回演唱會。之後，斯威夫特於2019年發佈了新專輯《情人》，並計劃於2020年開啓情人音樂節巡迴演唱會並在美國多個體育場後歐洲各音樂節舉行。然而隨著在全球的爆發，斯威夫特宣佈該巡演被迫取消。在此之後，斯威夫特陸續在2020年到2022年期間發佈了三張新錄音室專輯（《美麗傳說》、《恆久傳說》和《午夜》）和兩張重錄專輯（《無懼的愛 (重製版)》和《紅 (重製版)》）。

### 美國場次
在宣傳專輯《午夜》期間，斯威夫特開始在吉米·法倫今夜秀和葛雷漢諾頓秀上暗示其即將到來的巡演。2022年11月1日，斯威夫特在早安美國和她的社交媒體上正式宣佈她的第五次巡回演唱會命名為時代巡迴演唱會，並將其稱之為「一次貫穿（她的）音樂生涯的旅程」。斯威夫特率先宣佈在北美舉辦的橫跨20座城市的27場演出將於2023年3月在美國格蘭岱爾開始，並於同年8月在洛杉磯結束。暖場嘉賓則由帕拉摩爾樂團、海慕樂團、菲比·布里傑斯、Beabadoobee、紅衣女孩、MUNA、蓋兒、格蕾西·亞伯拉罕和斯威夫特以往的巡演伴舞，現獨立歌手克里斯蒂安·歐文組成，每場將由其中兩位歌手負責暖場。此次巡演的承辦方澤由斯威夫特的長期巡演合作方安舒茨娛樂集團下屬的墨西拿巡演集團負責。
由於超乎預料的門票需求量，斯威夫特在2022年11月4日宣佈美國場次增加8場，並於一周後再次增加17場，使得本次巡演以52場美國場次超過舉世盛名體育場巡迴演唱會的38場美國場次成為斯威夫特在美國規模最大的巡迴演唱會，《告示牌雜誌》將其稱之為「近十年以來最混亂的巡演宣傳」。
加密貨幣交易所FTX曾計劃向這次巡演提供1億美元的贊助，但斯威夫特和其團隊以「對該資金來源不信任」為由將其拒絕，而FTX則在2022年12月破產並隨之遭到了金融犯罪的指控。2023年1月31日，巡演周邊正式開始對外銷售。2023年8月3日，斯威夫特正式宣佈第二輪美國場次將於2024年10月於邁阿密開始，並在同年11月在開始加拿大場次前於印第安納波利斯結束，全程由格蕾西·亞伯拉罕擔任暖場嘉賓。

### 國際場次
2023年6月2日，斯威夫特宣佈拉丁美洲場次將於2023年8月底於墨西哥墨西哥城開始，並於同年11月在巴西聖保羅結束，由莎賓娜·卡本特擔任暖場嘉賓。由於反應熱烈，斯威夫特在演唱會公開售票開始一小時後宣佈布宜諾斯艾利斯新增一場。阿根廷歌手Louta於之後被宣佈擔任布宜諾斯艾利斯站的額外暖場嘉賓。墨西哥城、里約熱內盧和聖保羅的額外場次則於2023年6月12日宣佈。2023年6月20日，斯威夫特正式宣佈亞洲、歐洲和大洋洲的場次將於2024年2月在日本東京開始，並於同年8月在英國倫敦結束
在巡演國際場次宣佈前，多個國家的政治家開始因為本次巡演所帶來的經濟效益而期待其所在國家的城市列入巡演場次列表中。
在2023年6月20日國際場次宣佈後，一部分國家如加拿大和智利的政治家因為巡演未能到來而向斯威夫特發送非正式的邀請函。在亞洲地區，菲律賓、馬來西亞、泰國、香港和中國大陸的粉絲則因巡演缺席這些國家而表示不滿並希望斯威夫特在後續的場次宣佈上增加這些地區的場次，尤其是菲律賓的粉絲曾對斯威夫特將巡演帶到當地備受期待。部分記者指出，比起本次巡演包括在內的兩個亞洲國家日本和新加坡，香港、菲律賓和泰國很可能因為其擁有的體育場場次規模過小而無法滿足本次巡演。
《南華早報》則指出由於中國政府遠晚於其他國家的放寬疫情管控的政策足以導致本次巡演來到香港和中國大陸的計劃被取消。一部分中國大陸的粉絲亦指出由於中國對演唱會製作的嚴格要求以及其將體育場場館開放給非中國歌手的極低概率也是本次巡演不前往中國的可能因素。此外，在馬來西亞，由於當地政府對LGBT的反對以及新發佈的在賴買丹月期間禁止國外歌手前往馬來西亞舉辦演唱會的規定則成為了主要原因。
在2023年6月至11月期間，斯威夫特亦增加了大量國際場次。在亞洲和大洋洲地區，新加坡站增加到了六場，悉尼站和墨爾本站則分別增加了一場。在歐洲地區，巡演場次起初增加了八場，並在隨後又陸續增加了14場，倫敦站則在2023年11月又額外增加了兩場，斯威夫特隨後宣佈歐洲場次將由帕拉摩爾樂團擔任暖場嘉賓。2023年8月3日，斯威夫特在宣佈美國第二輪場次的同時宣佈了加拿大多倫多的六場演出，之後再次宣佈了溫哥華的三場演出，並將由美國第二輪場次的暖場嘉賓格蕾西·亞伯拉罕繼續負責加拿大場次的暖場。2024年2月，在巡演馬德里站場館主場球隊皇家馬德里提出要求希望西甲聯賽調整球隊在2023–2024賽季期間於該場館的比賽日程以騰出場地允許容下演出「超乎尋常的需求量」後，斯威夫特宣佈馬德里站增加一場演出。

## 門票
本次巡演的門票由全球多家票務機構進行銷售，其中Ticketmaster負責了多個國家的演唱會門票銷售。由於超乎尋常的門票需求量，許多場次的門票均在開始銷售幾小時內售完。在門票銷售期間，多家票務公司的售票系統則因為超高的網絡流量發生了數次崩潰，並隨之導致大量黃牛和機器人在多個場次大量購買門票，並以以高昂的價格在轉售平台上上架。二手門票銷售平台稱本次巡演的門票是該公司所遇到的最暢銷的活動門票。

### 美國/加拿大
美國第一輪場次的巡演門票原計劃於2022年11月18日向大眾開售。針對斯威夫特的長期合作夥伴第一資本的持卡者的預售則於11月15日開始。 與舉世盛名體育場巡迴演唱會一樣，本次巡演也推出了基於Ticketmaster驗證粉絲服務的「Taylor Swift Tix」粉絲優先購票制度以過濾粉絲與黃牛和機器人。在2022年11月1日至11月9日期間參與「Taylor Swift Tix」的粉絲和使用此前預定過情人音樂節巡迴演唱會的Ticketmaster賬號則也在11月15日預售。與同一時期內其他歌手的演唱會不同，斯威夫特並未採取Ticketmaster的動態票價制度，而是將巡演票價根據座位位置固定在49美元至449美元之間（VIP票價則固定在199美元至899美元之間）。 
在Ticketmaster爭議發生後，Ticketmaster解釋「TaylorSwiftTix」和其他的驗證用戶預售的默認設計為通過粉絲手上通過購買專輯和周邊獲得的優先預售碼來讓粉絲能更快購買門票並同時過濾掉優先權落後的黃牛和機器人，但如果加入預售項目的用戶超出了門票提供量的話則有可能改為隨機抽選粉絲進行購票。隨後的報道中則指出預售首日總共超過350萬粉絲參與到了預售中。美國場次的第二輪預售於2023年8月11日開始，Ticketmaster隨後預計總共1400萬粉絲參與到了大概62.5萬張門票的預售中。
在加拿大，巡演門票同樣由Ticketmaster負責，並同樣採用了「Taylor Swift Tix」粉絲驗證系統進行預售。加拿大皇家銀行持卡者則在額外的日期內參與門票預售。媒體報道預計3100萬用戶參與到了多倫多站六場的門票預售中，佔了將近77%的加拿大人口。

### 拉丁美洲
拉丁美洲的門票預售於2023年6月早期開始。在阿根廷，巴塔哥尼亞銀行持卡用戶的預售於6月5日開始。在布宜諾斯艾利斯站的門票銷售奇跡期間，將近100萬用戶參與了24000張門票的預售，而超過300萬用戶則參與到了之後的大眾銷售中。阿根廷站的演唱會承辦方DF娛樂首席執行官迭戈·芬克爾斯坦稱巡演的門票需求量史無前例的超出了預期，《Perfil》亦指出如果斯威夫特願意，此次演唱會至少需要36座河床體育場才能滿足如此高的門票需求量。在演唱會的前一天，仍然有超過200萬用戶在嘗試購買額外的二手門票。
在墨西哥，巡演門票也由Ticketmaster負責銷售，「Taylor Swift Tix」驗證用戶的預售於2023年6月2日至7日舉行，而大眾銷售則隨之開始。在巴西，原情人音樂節巡迴演唱會的持票用戶和持C6銀行萬事達卡的用戶分別在6月6日和6月10日參與預售。2023年6月2日，巴西場次票務方T4F對在聖保羅安聯公園外紮營等待售票開始的用戶宣佈針對大眾的線下門票推遲至6月12日開始。萬事達卡預售在售票30分鐘後全部售完，期間將近100萬用戶參與到了預售隊列中，隨後的大眾銷售則預計超過200萬用戶參與到了線上的門票銷售中。

### 亞洲/大洋洲
在日本，巡演門票由羅森通過其下屬的Loppi售票系統進行售票。與本次巡演在其他地區的售票不同的是，東京站的所有門票全是通過抽選的模式進行銷售。美國運通持卡者的預售於2023年6月23日至6月26日期間進行，Loppi驗證用戶的預售則於2023年6月27日至7月10日期間進行。由於反應熱烈，羅森宣佈額外增加一輪預售並在2023年7月28日至8月3日期間進行。大眾預售則於2023年8月22日開始。
在澳大利亞，巡演門票由Ticketek負責。《澳大利亞衛報》稱與其他地區一樣，澳大利亞場次的門票需求量同樣也遠遠超出了預期，其中在預售宣佈的前12個小時就有超過100完用戶註冊了門票預售碼。美國運通持卡者的VIP套票預售原計劃於2023年6月26日至28日進行，然而所有VIP套票在預售當天就全部售完，期間售票網站更是經歷了長達一個半小時的癱瘓。此外，澳大利亞場次的黃牛轉售問題也遭到了政府的關注，在澳大利亞消費者組織指出售票期間的黃牛轉售問題後，維多利亞州政府隨後宣佈將巡演墨爾本站視為「重大事件」，並加強了對當地的黃牛轉售和與其關聯的誤導宣傳的法律規定。此外，由於在新南威爾士州的多張演唱會門票轉售價格已經超出當地規定的二手門票不得高於原票價的10%，新南威爾士州政府隨之宣佈對門票轉售方Viagogo展開調查。2023年6月28日，將近400萬用戶巡演澳大利亞場次的承辦方邊疆巡演公司所舉辦的預售中，創造了澳大利亞的演唱會門票預售紀錄，門票也在之後3小時內被售完，在此期間Ticketek指出超過5億個機器人混入了預售隊列中。大眾門票銷售則於2023年6月30日進行，並在當日全部售完。第二輪門票銷售則於2023年11月10日進行，並在之後2小時內全部售完。
在新加坡，巡演門票也由Ticketmaster負責銷售，其中"Taylor Swift Tix"驗證用戶和在新加坡、馬來西亞、泰國、印度尼西亞和越南的大華銀行持卡用戶於7月5日開始預售，在此期間，超過100萬名用戶參與到了預售隊列中。《海峽時報》報道稱在巡演新加坡站宣佈後，大量位於新加坡和其他東南亞國家的粉絲為了在第一時間搶到演唱會門票而開始「爭先恐後的」申請大華銀行的信用卡。
巡演門票的大眾銷售則於2023年7月7日開始，將近2200萬用戶於售票當日湧入了Ticketmaster和設立在新加坡郵政的線下門票銷售點，330萬張門票隨之在售票網站多次癱瘓下被迅速售完。巡演新加坡站的體驗合作方Klook的所推出的旅遊演出套票也在推出後也迅速被菲律賓的粉絲買光。為宣傳新加坡當地旅遊，巡演新加坡站贊助方濱海灣金沙酒店亦推出了演出酒店套票可供選擇。

### 歐洲
巡演里斯本站的門票於2023年7月12日至27日通過See Tickets開始預售，門票則通過轉讓代碼的方式寄送給購票用戶並限制每位購票者最多購買四張門票。最終標準票在開售2.5小時後全部售完。在歐洲其他地區，將近3萬用戶參與到了德國場次的預售，同時近60萬用戶參與到了波蘭華沙站的預售中。而維也納站的17萬張門票則在開售幾小時內全部售完，創造了奧地利史上最大規模且最快售完的演唱會記錄。瑞士蘇黎世站的9.5萬張門票已在開售30分鐘後全部售完。
在法國，法國電視一台將本次巡演稱作「法國史上需求量最高的演唱會」。法國理想國演藝總裁安吉洛·戈皮稱「需求量大到了許多客戶僅僅通過關注訂閱郵件加入到了預售隊列中並獲得了進入售票口的權限，在我們的記憶中，這在法國是從未發生過的事情。」將近100萬名用戶參與到了巴黎站在2023年6月11日的預售中。然後在預售一小時後，售票方Ticketmaster緊急宣佈巴黎站和里昂站的預售因為技術故障而緊急推遲，最終預售推遲到了2023年7月17日至21日期間進行。
在英國，巡演門票由Ticketmaster和AXS銷售。通過預購《午夜》的用戶則可在2023年7月10日至12日參與預售。巡演倫敦站場地方溫布利球場形容演唱會的門票需求量「遠遠超出預期」，並導致購票等候時長「遠超過了往常」。
而加的夫站的門票則於2023年7月14日開始預售。《福布斯》報道稱除了售票網站在售票期間的多次癱瘓，巡演門票也遭到了大量黃牛的購買並隨之在StubHub和Viagogo等轉售網站上以高價轉售。Viagogo在之後則形容巡演的歐洲場次需求量是該公司「自披頭士以來從未見過的」。英國場次的大眾門票銷售則在2023年7月17日至19日進行。在愛爾蘭，將近50萬用戶加入到了都柏林站的預售隊列中，都柏林站的預售隨後因Ticketmaster網站癱瘓而推遲至2023年7月20日，而門票亦在幾秒鐘內售完。《愛爾蘭時報》則指出於英國不同的是，由於自2021年起在愛爾蘭門票轉售是非法行為，因此在售票期間不會出現任何的黃牛舉報。

## 演出設計
本次巡迴演唱會由斯威夫特的內部演出團隊泰勒·斯威夫特巡演製作。
《華爾街日報》將此次巡演稱為21世紀最昂貴和「技術上最雄心勃勃」的演唱會之一。室內設計雜誌《建築文摘》則將此次巡演稱為斯威夫特「最雄心勃勃」的作品並贊揚了其背景設定。

### 舞台與燈光設計
與舉世盛名體育場巡迴演唱會的舞台類似、本次巡演繼續採用了寬敞的全顯示屏舞台。舞台主體由三部分組成，包括了一座設立於大型曲面顯示屏的主舞台，一座位於場地中間的大型稜形舞台，以及一座位於場地前端的T形舞台，三座舞台均由坡道相連接，並採用了大量效果製造裝置已達成演出的所有特殊效果。在演出概念上，本次巡演以世界建設為核心，並通過了一套多樣化的道具和表演風格為特色，以傳達斯威夫特的各個專輯中的多種情感和美學風格。
此外，巡演的三個舞台均配備了多個液壓升降平台裝置，其中主舞台和中心舞台均採用了抬升平台以在演出中創造台上平台或創造出不同的舞台形狀。在演出設計上，本次巡演與斯威夫特以往的巡演一樣大幅度地參照了百老匯演出的風格。燈光效果方面則大幅度由煙火製造術、燈光效果、煙霧製造裝置、噴火裝置、室內煙火、 LED應援手環和光雕投影組成。

### 音樂和演出設計
為致敬斯威夫特從出道至今的所有音樂作品，此次巡演包含了斯威夫特十張專輯中的所有音樂風格，包括了鄉村、合成器流行、當代民謠以及另類搖滾風格。一些媒體將此次巡演稱之為是一位仍處於商業黃金時期的藝術家的「精選輯」巡演。
選曲方面，本次巡演著重選擇了斯威夫特以往未使用巡演作為宣傳手段的專輯中的歌曲，其中亦包括了一些斯威夫特從未進行過現場演出的歌曲。整場演出的表演人員由15名伴舞以及6名樂隊成員和4名伴唱歌手組成，其中領舞由舞蹈編導曼迪·摩爾擔任。摩爾此前曾與斯威夫特的好友艾瑪·斯通在電影《樂來越愛你》中有過合作，在本次巡演前斯通則向斯威夫特推薦由摩爾擔任領舞。為迎接此次巡演，斯威夫特進行了大量體能準備，包括在巡演首場三個月前在跑步機上跟唱演唱會中的所有曲目，同時斯威夫特為保證其嗓音亦在巡演前停止了飲酒。

### 服裝設計
本次巡演上的服裝設計也稱為了媒體大幅度報道的主題。她與伴舞的服裝，以及話筒和樂器均使用了大量致敬斯威夫特的10張專輯主題的設計。這些衣服設計中均啓發自斯威夫特過往的演出、音樂錄影帶和公眾形象，並大幅度以專輯的主題和色調來體現斯威夫特音樂生涯中的風格和視覺美學。在這些設計中，人造水晶作為了核心元素被使用在了所有的演出服中。
絕大多數演出服均由範思哲、卡瓦利、Etro、Nicole + Felicia、祖海爾·穆拉德、艾莉·薩博、Ashish、艾伯塔·費雷蒂、傑西卡·瓊斯和奧斯卡·德拉倫塔等以往和斯威夫特合作過的設計品牌製作。每一幕所使用的服裝均採用了多個變種版本，而大多數服裝均以克里斯提·魯布托設計的紅底鞋搭配。除了上述設計品牌外，斯威夫特的基於《22》音樂錄影帶中的費多拉帽由格拉迪斯·塔梅茲設計。卡瓦利的設計師福斯托·普格利西表示為了讓斯威夫特在演出中保持著「一切都必須引入注目」的氛圍而在她的服裝上大幅度採用了手工工藝來製作，其中、《1989》和篇章的演出服均採用了施華洛世奇的人造水晶作為裝飾，所有服裝均需要超過170個小時的一絲不苟的「熟練工匠的手工藝」來製作。此外，穆拉德為《愛的告白》篇章所設計的亮片薄紗舞會禮服需要「超過350小時的工作室手工」來製作，費雷蒂將雪紡和微珠運用在了篇章的衣服中，而由德拉倫塔為《午夜》篇章的緊身衣上超過3500個亮片和水晶則全部經手工裝飾製作。
《造型師》雜誌認為這次巡演的服裝是斯威夫特有史以來最佳的巡演時裝。《紐約時報》首席時尚評論家凡妮莎·弗里德曼則將這次巡演稱為一場現場音樂的時裝秀，並贊揚了斯威夫特「美妙」但堅定的的服裝選擇，並為其他藝術家未來的音樂會設定了新的高標準。

## 評價
泰勒·斯威夫特的體育場演唱會就像百老匯的一場盛大演出，這一點在她的時代巡迴演唱會上尤為明顯。演唱會的曲目被分成了不同的章節，每個章節都與斯威夫特的十張錄音室專輯相對應。對於每個時代/章節，斯威夫特都全情投入，展現了該專輯的風格、感覺、服裝、色彩搭配等。——大衛·韋斯·阿拉梅什，泰勒·斯威夫特的時代巡迴演唱會是一場3小時的職業生涯勝利之旅，《滾石》
大量評論家對此次巡演做出了壓倒性的積極評價，並稱贊了此次巡演的高端視覺效果和精緻的藝術表現。《告示牌》將時代巡迴演唱會列為「年度必看的賣座巡演」。《每日電訊報》記者尼爾·麥考密克、《泰晤士報》記者凱蘭·薩瑟恩、《衛報》記者阿德里安·霍頓、《獨立報》記者凱爾西·巴恩斯、《i》記者伊拉娜·卡普蘭、《新音樂快遞》記者艾麗卡·坎貝爾均對巡演給出了五星好評，其中麥考密克將巡演稱作「有史以來最雄心勃勃、最壯觀、最迷人的體育場流行音樂演出」，並稱贊了斯威夫特的音樂才能、歌聲和活力；薩瑟恩將巡演稱作「流行天才的巔峰之作」。霍頓贊揚了其「令人著迷」的選曲、概念設計、「奢華」的舞台表演以及斯威夫特的耐力和聲音；巴恩斯將這次巡演稱為「一場定義職業生涯的盛會」，其表演標誌著斯威夫特藝術水平的轉變，卡普蘭則贊揚了斯威夫特「無與倫比」的表演技巧、「更辛辣」的編舞、坎普風以及章節之間的「無縫」過渡；而坎貝爾則對演出通過將所有10個章節緊密聯繫在一起的敘事給予了高度評價，並贊揚了其通過舞台佈置、電影般的氛圍和時尚的元素進一步提升了演出的魅力。
此外，此次巡演中的音樂、視覺效果和表演藝術的多樣性經常是評論中的稱贊點。《Hello!》記者麗貝卡·劉易斯和MTV記者卡森·姆納里克分別贊揚了斯威夫特的舞台魅力和她對藝術的承諾，其中劉易斯將斯威夫特在巡演中的多個角色變換形容為從「鄉村天真少女到流行公主再到民間傳說中女巫」,而Mlnarik則指出屏幕上的視覺效果完美忠實於每個專輯的美學設計。《The Week》和《達拉斯觀察家》的評論家們對這一觀點提出了贊同，並強調了「令人瞠目結舌」的視覺效果和「閃閃發光」的時尚風格。《告示牌》編輯賈森·利普舒茲強調了斯威夫特的「強大」歌喉、吸引人的藝術角色和技能。《紐約時報》記者喬恩·卡拉馬尼卡突出了巡演的規模、野心以及斯威夫特對其職業生涯中所有音樂轉變的描繪，而《大西洋》的斯賓塞·科恩哈伯則贊揚了演出的藝術指導、懸念和歌曲和篇章順序。《洛杉磯時報》的米凱爾·伍德將演出描述為「流行雄心的大師班」，並稱贊了斯威夫特對其野心的表現範圍。而《紐約客》高級編輯泰勒·福加特所指出此次巡演是斯威夫特對自我理解的產物，通過建立一個完全致力於軌跡概念的巡演——一個職業生涯、音樂身份、生活的軌跡，可以從一個「時代」清晰地追溯到下一個時代。
此外，評論家們還贊賞了巡演的製作價值和藝術指導。Uproxx記者菲利普·科索雷斯將巡演稱為「有史以來最令人印象深刻的體育場演出」。《Spin》評論家喬納森·科恩贊賞了巡演豐富的舞台設計、「最先進」的技術，以及沈浸式體驗使觀眾進入了斯威夫特「日益成熟的音樂世界建構」中。《綜藝》記者克里斯·威爾曼認為這場「史詩級」的演出表明，「在21世紀創作了最偉大的流行歌曲作品集的人，也可以是最受歡迎的表演者」。《明星調查》評論家克里斯蒂娜·福科和安迪·詹斯勒均稱贊了演出「令人驚嘆且品味高雅」以將其稱之為「最高級別的現場音樂奇觀」。《滾石》評論家威斯·大衛·阿拉梅什認為此次巡演是「最高級別的製作奇觀」。而《前音後果》評論家梅琳達·謝克爾則贊揚了巡演在描繪斯威夫特的專輯時的「細膩和解釋性」的方法，以及演出的「極大規模、藝術性和技術能力」。

## 商業表現

### 票房
此次巡演亦打破了全球多地的票房紀錄。僅在預售的第一天，本次巡演就已經售出了240萬張門票，超過了羅比·威廉斯在2005年近距離接觸巡迴演唱會中單日售出160萬張門票的記錄。《告示牌》則在2022年12月15日表示，從預售開始到當日，本次巡演的票房預計已達到5.54億美元，而美國場次的最終票房也預計將以5.91億美元打破麥當娜在2008–2009年粘蜜蜜巡回演唱會成為歷史上票房最高的女性藝人巡回演唱會。隨著巡演開始，斯威夫特升到了《明星調查》藝術家實力指數表第一位。大都會人壽體育場則在東盧瑟福站第三場兼該場館建成後的第100場演唱會結束後將斯威夫特稱為該體育場史上「最暢銷的藝術家」。
《華爾街日報》報道稱此次巡演將會成為史上規模最宏大的演唱會，並預計其票房將會超過10億美元；而《明星調查》則保守預計巡演收入將會達到14億美元。彭博新聞社報道美國場次的場均收入預計將達到1300萬美元。《時尚》則報道稱巡演在2023年10月時利潤達到了20億美元。根據《福布斯》的報道，巡演截至2023年8月的前56場演出票房已經達到7.8億美元，刷新了斯威夫特此前舉世盛名體育場巡迴演唱會所創造的全北美收入最高巡迴演唱會記錄，並超過了碧昂斯的潮流復興世界巡迴演唱會成為了收入最高的由北美藝人舉辦的巡迴演唱會和收入最高的由女性藝人舉辦的巡迴演唱會，同時成為了全球收入第二高的巡迴演唱會，僅次於艾爾頓·強的再會黃磚路巡迴演唱會。2023年11月，《告示牌》預計巡演自首場迄今的收入將超過9億美元，並將在2024年幾乎翻一倍。同年12月，儘管斯威夫特的團隊宣佈決定將不公開巡演的最終收入和相關細節，《明星調查》預計巡演前60場的票房收入達到了10.39億美元，正式成為全球收入最高的巡迴演唱會，同時也是首個全球收入達到10億美元的巡迴演唱會。

### 場館紀錄
| 年份 | 場館                      | 演出日期                                 | 簡介                                                                     | 參考資料        |
| ---- | ------------------------- | ---------------------------------------- | ------------------------------------------------------------------------ | --------------- |
| 2023 | 州立農業體育館            | 3月17日–18日                             | 首位於該場館在同一巡演中擁有兩場演出的歌手。                             | [ 165 ] [ 166 ] |
| 2023 | 忠實體育場                | 3月24日–25日                             | 首位於該場館在同一巡演中擁有一場及兩場演出的女性歌手。                   | [ 167 ]         |
| 2023 | AT&T體育場                | 3月31日–4月2日                           | 首位於該場館在同一巡演中擁有三場演出的歌手。                             | [ 168 ]         |
| 2023 | AT&T體育場                | 3月31日–4月2日                           | 該場館最高三日總入場人數紀錄（210,607人次）。                            | [ 169 ]         |
| 2023 | 雷蒙詹姆斯體育場          | 4月13日–15日                             | 首位於該場館在同一巡演中擁有兩場及三場演出的歌手。                       | [ 170 ]         |
| 2023 | 雷蒙詹姆斯體育場          | 4月13日–15日                             | 首位於該場館在同一巡演中擁有三場演出的歌手。                             | [ 171 ]         |
| 2023 | NRG體育場                 | 4月21日–23日                             | 首位於該場館在同一巡演中擁有三場演出的歌手。                             | [ 172 ]         |
| 2023 | 梅賽德斯-賓士體育場       | 4月28日–30日                             | 首位於該場館在同一巡演中擁有三場演出的歌手。                             | [ 173 ]         |
| 2023 | 日產體育場                | 5月5日–5月7日                            | 首位於該場館在同一巡演中擁有三場演出的歌手。                             | [ 174 ]         |
| 2023 | 日產體育場                | 5月7日                                   | 該場地最高入場人數紀錄（71,000人次）。                                   | [ 176 ]         |
| 2023 | 林肯金融球場              | 5月12日–14日                             | 首位於該場館在同一巡演中擁有三場演出的女性歌手。                         | [ 177 ]         |
| 2023 | 大都會人壽體育場          | 5月26日–28日                             | 該場館最高三日總入場人數紀錄（217,635人次）。                            | [ 178 ]         |
| 2023 | 軍人球場                  | 6月2日–4日                               | 首位於該場館在同一巡演中擁有三場演出的女性歌手。                         | [ 179 ]         |
| 2023 | 福特球場                  | 6月9日–10日                              | 首位於該場館在同一巡演中擁有兩場演出的女性歌手。                         | [ 180 ]         |
| 2023 | Acrisure體育場            | 6月16日–17日                             | 首位於該場館在同一巡演中擁有兩場演出的歌手。                             | [ 181 ]         |
| 2023 | Acrisure體育場            | 6月17日                                  | 該場地最高入場人數紀錄（73,117人次）。                                   | [ 182 ]         |
| 2023 | 保羅布朗體育場            | 6月30日–7月1日                           | 首位於該場館舉辦演出並在同一巡演中擁有兩場演出的女性歌手。               | [ 183 ]         |
| 2023 | 箭頭體育場                | 7月7日–8日                               | 首位於該場館在同一巡演中擁有兩場演出的歌手。                             | [ 184 ]         |
| 2023 | 里高賦能體育場            | 7月14日–15日                             | 首位於該場館在同一巡演中擁有兩場演出的歌手。                             | [ 185 ]         |
| 2023 | 流明球場                  | 7月22日–23日                             | 首位於該場館在同一巡演中擁有兩場演出的歌手。                             | [ 186 ]         |
| 2023 | 流明球場                  | 7月22日                                  | 該場地最高入場人數紀錄（72,171人次）。                                   | [ 187 ]         |
| 2023 | SoFi體育場                | 8月3日–5日、7日–9日                      | 首位於該場館在同一巡演中擁有六場演出的歌手。                             | [ 188 ]         |
| 2023 | 太陽論壇                  | 8月24日–27日                             | 首位於該場館在同一巡演中擁有四場演出的女性歌手。                         | [ 189 ]         |
| 2023 | 尼頓·山度士奧林匹克體育場 | 11月17日、19–20日                        | 首位於該場館舉辦演出的非巴西籍女性歌手。                                 |                 |
| 2023 | 尼頓·山度士奧林匹克體育場 | 11月17日、19–20日                        | 首位於該場館在同一巡演中擁有三場演出的女性歌手。                         | [ 190 ]         |
| 2023 | 安聯公園                  | 11月24日–26日                            | 該場館最高三日總入場人數紀錄。                                           | [ 191 ]         |
| 2023 | 安聯公園                  | 11月26日                                 | 該場館最高入場人數紀錄。                                                 | [ 191 ]         |
| 2024 | 東京巨蛋                  | 2月7日–10日                              | 首位於該場館擁有四場連續演出的非日本籍女性歌手。                         | [ 192 ]         |
| 2024 | 墨爾本板球場              | 2月16日–18日                             | 該場館最高三日總入場人數紀錄。                                           | [ 193 ]         |
| 2024 | 雅高體育場                | 2月23日–26日                             | 首位於該場館在同一巡演中擁有四場演出的女性歌手。                         | [ 194 ]         |
| 2024 | 新加坡國家體育場          | 3月2日–4日、7日–9日                      | 首位於該場館在同一巡演中擁有三場、四場、五場及六場演出的個人歌手。       | [ 195 ]         |
| 2024 | 友誼競技場                | 5月17日–19日                             | 該場館最高入場人數紀錄。                                                 | [ 196 ]         |
| 2024 | 盧斯球場                  | 5月24日–25日                             | 首位於該場館舉辦演出並在同一巡演中擁有兩場演出的女性歌手。               | [ 197 ]         |
| 2024 | 聖地亞哥·伯納烏球場       | 5月30日                                  | 首位於該場館舉辦演出的女性歌手。                                         |                 |
| 2024 | 默萊菲體育場              | 6月7日–9日                               | 首位於該場館在同一巡演中擁有三場演出的歌手。                             |                 |
| 2024 | 溫布利球場                | 6月21日–23日、8月15日–17日、8月19日–20日 | 首位於該場館在同一巡演中擁有四場、五場、六場、七場及八場演出的女性歌手。 | [ 198 ]         |
| 2024 | 英傑華球場                | 6月28日–30日                             | 首位於該場館在同一巡演中擁有三場演出的歌手。                             |                 |
| 2024 | 約翰·克魯伊夫競技場       | 7月4日–5日                               | 首位於該場館在同一巡演中擁有三場演出的女性歌手。                         |                 |
| 2024 | 聖西路球場                | 7月13日–14日                             | 首位於該場館在同一巡演中擁有兩場演出的非意大利籍女性歌手。               |                 |
| 2024 | 華沙國家體育場            | 8月1日–3日                               | 首位於該場館在同一巡演中擁有三演出的歌手。                               | [ 199 ]         |
| 2024 | 恩斯特·哈佩爾球場         | 8月1日–3日                               | 首位於該場館在同一巡演中擁有三演出的歌手。                               | [ 200 ]         |
| 2024 | 硬石體育場                | 10月18日–20日                            | 首位於該場館在同一巡演中擁有三演出的歌手。                               | [ 201 ]         |
| 2024 | 凱撒超級巨蛋              | 10月26日–27日                            | 首位於該場館在同一巡演中擁有兩場及三場演出的歌手。                       | [ 202 ]         |
| 2024 | 魯卡斯石油體育場          | 11月1日–3日                              | 首位於該場館在同一巡演中擁有兩場及三場演出的歌手。                       | [ 203 ]         |
| 2024 | 羅渣士中心                | 11月14日–16日、21日–23日                 | 首位於該場館在同一巡演中擁有六場演出的歌手。                             | [ 204 ]         |
| 2024 | 卑詩體育館                | 12月6–8日                                | 首位於該場館在同一巡演中擁有三場演出的歌手。                             |                 |

## 音樂宣傳
在本次巡演期間，斯威夫特也發佈了多個新的音樂作品。在巡演開始的前一天，斯威夫特發佈了四首歌曲以慶祝巡演的開始，其中包括了《安然無恙 (重製版)》、《睜開雙眼 (重製版)》和《如果這是一部電影 (重製版)》三首重錄歌曲和《你曾所愛的所有女孩》一首新歌曲。其中前兩首原版收錄於電影原聲帶《飢餓遊戲：來自12區及以後的歌曲集》，第三首原版收錄於專輯《愛的告白 (豪華版)》中，第四首則為專輯《情人》的未發佈歌曲。
此外，斯威夫特亦在巡演期間發佈了一張新的《午夜》實體加曲版本專輯。這張被稱作「深夜版」的加曲版專輯自2023年5月26日於東盧瑟福站開始發售，並僅限在部分場次於場館外的周邊商店中購買。該加曲版本除了包含在此前數字加曲版「凌晨3點版」中除《巴黎》和《錯誤》以外的所有加曲和「黎明之前版」中《下雪的沙灘》和《業力》的合唱版本外，還額外包含了一首「私藏曲」《你失去了我》。該新歌曲在發佈後立即成為了粉絲「極度期待」的新歌。《綜藝》報道稱由於「大量粉絲極度渴望將新加曲版本買到手」，使得場館外的周邊商店在每次演出前一天就開始提前營業。
2023年5月5日，在納什維爾站第一場上，斯威夫特宣佈了她的第三張重錄專輯《愛的告白 (重製版)》將於2023年7月7日發行。斯威夫特亦在巡演期間於不插電驚喜曲目環節前首映了由她自編自導的兩支音樂錄影帶。其實冰辣妹客串版本的《業力》音樂錄影帶在東盧瑟福站第一場上首映，而《我看見你了》音樂錄影帶則在堪薩斯城站第一場上首映。
2023年8月9日，在洛杉磯站最後一場上，斯威夫特宣佈了她的第四張重錄專輯《1989》將於2023年10月27日，也就是原版專輯發佈9週年當天發行。此外，在2023年11月3日，《Hits》報道稱斯威夫特正在就巡演的現場專輯與唱片公司商談中。
在巡演亞洲/大洋洲場次期間，斯威夫特分別發佈了《折磨詩人俱樂部》的四張實體加曲版本。2024年2月16日，在墨爾本站第一場上，斯威夫特宣佈了加曲《The Bolter》版。2024年2月23日，在悉尼站第一場上，斯威夫特了加曲《The Albatross》版。2024年3月3日，在新加坡站第二場上，斯威夫特了加曲《The Black Dog》版。

## 電影
2023年10月13日，由薩姆·倫奇導演、斯威夫特親自擔任製片人的巡演電影《泰勒·斯威夫特：時代巡迴演唱會》在全球電影院上映。該電影在上映時，斯威夫特不同尋常的繞過了好萊塢主要電影與串流媒體公司而選擇直接與電影院合作發行。該電影亦成為了史上最賣座的演唱會電影。

## 獎項
| 典禮年份 | 大獎              | 獎項                                     | 結果 | 參考資料        |
| -------- | ----------------- | ---------------------------------------- | ---- | --------------- |
| 2023     | MTV音樂視頻大獎   | 最佳夏日表演                             | 獲獎 | [ 220 ]         |
| 2023     | 吉尼斯世界紀錄    | 收入最高的巡迴演唱會                     | 獲獎 | [ 221 ]         |
| 2023     | 吉尼斯世界紀錄    | 收入最高的女性藝人舉辦的巡迴演唱會       | 獲獎 | [ 222 ]         |
| 2023     | 吉尼斯世界紀錄    | 同一年內收入最高的巡迴演唱會             | 獲獎 | [ 223 ]         |
| 2023     | 吉尼斯世界紀錄    | 2023年收入最高的女性藝人舉辦的巡迴演唱會 | 獲獎 | [ 224 ]         |
| 2023     | 吉尼斯世界紀錄    | 收入最高的個人藝人舉辦的巡迴演唱會       | 獲獎 | [ 225 ]         |
| 2023     | 吉尼斯世界紀錄    | 場均收入最高的女性藝人舉辦的巡迴演唱會   | 獲獎 | [ 226 ]         |
| 2024     | 人民選擇獎        | 年度巡迴演唱會                           | 獲獎 | [ 227 ]         |
| 2024     | 《明星調查》獎    | 年度核心巡迴演唱會                       | 獲獎 | [ 228 ] [ 229 ] |
| 2024     | 《明星調查》獎    | 年度流行音樂巡迴演唱會                   | 提名 | [ 228 ] [ 229 ] |
| 2024     | 《明星調查》獎    | 年度樂隊合作/演出合作                    | 獲獎 | [ 228 ] [ 229 ] |
| 2024     | 《明星調查》獎    | 年度客串/特別嘉賓                        | 提名 | [ 228 ] [ 229 ] |
| 2024     | IHeartRadio音樂獎 | 最喜歡的巡迴演唱會風格                   | 獲獎 | [ 230 ]         |
| 2024     | IHeartRadio音樂獎 | 年度巡迴演唱會                           | 獲獎 | [ 230 ]         |

## 影響
此次巡演對音樂產業、娛樂等都產生了重大影響。它被描述為21世紀最突出的文化現象之一，並引起了與1960年代披頭士狂熱相當程度的關注度。此次巡演通過振興旅遊業和當地經濟等多種方式大幅度增長了演出舉辦地的經濟，同時也吸引了大量群眾在體育場外欣賞演出，並主導了新聞報道和社群媒體以及讓多個政府和組織對斯威夫特致敬。評論家經常講此次巡演成稱為斯威夫特對其流行文化影響的一次單一主導活動。除此之外，此次巡演也刺激了公眾對她的唱片的消費，並大幅度促進了斯威夫特的資產，使得斯威夫特的淨資產由巡演開始前的7.4億美元迅速增加到了巡演前57場後到11億美元，使得斯威夫特稱為了世界上首位僅通過音樂作為經濟來源的億萬富翁。

## 爭議

### Ticketmaster 門票銷售爭議
2022年11月15日，在巡演美國場次首日預售當天，在綜藝將預售規模稱之為「有史以來前所未有的需求量」後，票務網站Ticketmaster便因大量用戶同時登錄而發生了崩潰。Tiektemaster母公司理想國演藝隨後緊急澄清預售當天總共有1400萬驗證粉絲湧入網站，超出了原本預計的150萬驗證粉絲數量，從而導致票務公司未能準備好足夠的服務器帶寬來容下大量購票粉絲，並隨後宣佈因無法滿足當前的需求量而緊急取消隨後的售票計劃。這次售票事爭議隨後成為了公眾批評的和政治審查的主題，許多客戶和粉絲指責Ticketmaster驗證粉絲系統的缺陷和低效率的技術解決方案成為了此次爭議的主要原因。此外，這次售票爭議也引起了包括美國司法部長和美國國會成員在內的多名美國立法者的關注，並在之後成為了多個州、聯邦與國會調查的焦點。
2022年12月22日，Ticketmaster開始通知部分此前註冊了「驗證粉絲」服務但未能購到門票的客戶准許通過Tickettoday購買最多兩張門票。美國第一階段剩餘的17萬張門票在隨後4周內全數售完。

### 巴西場次售票插隊與禁止觀眾自帶水杯爭議
2023年6月11日，在巡演巴西場次售票期間，部分售票處外發生騷亂事故。一部分持有武器的黃牛在排隊隊列中試圖通過插隊到達售票口，一部分黃牛甚至採用暴力威脅來讓購票用戶讓隊，警方隨後對騷動事故展開介入干預。負責巴西場次的票務後演出機構T4F也隨之收到爭議。在此前，T4F就已經因為多次售票和演出惡性事件而遭到了超過10次舉報。2023年6月20日，巴西國民議會就此事件提出了「泰勒·斯威夫特法」，宣佈將對黃牛處以最高四年監禁和以門票價格為準最高100倍的罰款。
2023年11月17日，在巡演里約熱內盧站第一場開始前，T4F宣佈禁止觀眾攜帶自己的水瓶進入此次演唱會的場館尼頓·山度士奧林匹克體育場。而根據報道，演唱會當天當地最高溫度高達59.3攝氏度，創造了里約熱內盧歷史上的最高溫。一些粉絲的短視頻中顯示多達數千名的觀眾在進場開始前在太陽下等待長達多個小時；斯威夫特和她的團隊也在演唱會期間多次中斷演出並向場內觀眾發放飲用水。然而，在演唱會開始幾分鐘前，一名名叫安娜·克拉拉·貝尼維德的觀眾在場內因高溫而暈倒，並在送往醫院的途中死亡。事故發生後，T4F便遭到了大量粉絲和政治家的批評。一些粉絲指責體育場管理方拒絕為觀眾提供免費的應用水，針對演出機構和體育場管理方的刑事爭議也在隨後展開。根據屍檢報告，貝尼維德死於心搏停止。斯威夫特隨後在社交媒體上發佈動態悼念貝尼維德。2023年10月18日，在里約熱內盧站第二場演唱會開始幾小時前，斯威夫特宣佈由於當地的極高溫度而將當日的演唱會推遲至11月20日。

## 慈善活動
在此次巡演期間，斯威夫特均會對巡演每一站的食物賙濟庫進行捐款，並大幅度雇傭多家當地公司來滿足巡演團隊的日常需求。在美國第一輪巡演結束時，斯威夫特向她的整個巡演團隊支付了總額超過5500萬美元的「前所未有的」獎金，其中包括了向巡演期間負責運送舞台部件後巡演裝備的50名卡車司機每人10萬美元的獎金。據報道，她還購買了兩倍多的碳信用額，以抵消她在整個旅行過程中產生的溫室氣體排放。2023年10月，斯威夫特向歌手兼好友賽琳娜·戈麥斯下屬的美妝品牌Rare Beauty所創立的專注於心理健康意識倡議的慈善機構Rare Impact Fund捐贈了高達1.5萬美元的巡演門票。

## 曲目

### 2023年至2024年3月曲目
以下列表仅以2023年3月17日格蘭岱爾場表演的曲目為代表，其他場次中出現的曲目變化已在下面列出。
第一幕：
1. 《美國小姐與心碎王子》/《慘痛夏日》
2. 《你需要冷靜一下》
3. 《情人》
4. 《弓箭手》

第二幕：
1. 《放手去爱》
2. 《与我同在》
3. 《爱情故事》

第三幕：《恆久傳說》
1. 《該死的季節》4
2. 《柳》
3. 《瑪裘瑞》
4. 《百般容忍》

第四幕：
1. 《准备好了吗？》
2. 《易碎》
3. 《别怪我》
4. 《看是你逼我的》

第五幕：《爱的告白》
1. 《着迷》3

第六幕：
1. 《我们再也回不去了》
2. 《我知道你是大麻烦》
3. 《回忆太清晰（10分钟版）》2

第七幕：
1. 《七》（朗讀）/1
2. 《貝蒂》
3. 《八月》/
4. 《羊毛衫》

第八幕：《1989》
1. 《空白》
2. 《通通甩掉》
3. 《狂野之夢》
4. 《壞到底》

第九幕：驚喜曲目6 8
1. 「驚喜曲目1」（清唱）
2. 「驚喜曲目2」（清唱）5 7

第十幕：《午夜》
1. 《薰衣草薄霧》
2. 《反英雄》
3. 《午夜的雨》
4. 《私刑正義》
5. 《絢麗奪目（英语：Bejeweled (song)）》
6. 《大計謀家》
7. 《業力（英语：Karma (Taylor Swift song)）》6

### 2024年5月起曲目
以下列表仅以2024年5月9日巴黎場表演的曲目為代表，具體曲目在其他各場次可能出現變化。
第一幕：
1. 《美國小姐與心碎王子》/《慘痛夏日》
2. 《你需要冷靜一下》
3. 《情人》

第二幕：
1. 《放手去爱》
2. 《与我同在》
3. 《爱情故事》

第三幕：
1. 《我们再也回不去了》
2. 《我知道你是大麻烦》
3. 《回忆太清晰（10分钟版）》

第四幕：《爱的告白》
1. 《着迷》

第五幕：
1. 《准备好了吗？》
2. 《易碎》
3. 《别怪我》
4. 《看是你逼我的》

第六幕：和《恆久傳說》
1. 《羊毛衫》
2. 《貝蒂》
3. 《八月》/
4. 《瑪裘瑞》
5. 《柳》

第七幕：《1989》
1. 《空白》
2. 《通通甩掉》
3. 《狂野之夢》
4. 《壞到底》

第八幕：
1. 《但 爹地我愛他（英语：But Daddy I Love Him）》/《So High School（英语：So High School）》 9
2. 《誰會害怕從前那個渺小的我？（英语：Who's Afraid of Little Old Me?）》
3. 《低迷境地（英语：Down Bad (Taylor Swift song)）》/《十四夜（英语：Fortnight (song)）》
4. 《世上最可悲的男人（英语：The Smallest Man Who Ever Lived）》
5. 《即使心碎我也無怨無悔（英语：I Can Do It with a Broken Heart）》

第九幕：驚喜曲目
1. 「驚喜曲目1」（清唱）
2. 「驚喜曲目2」（清唱）

第十幕：《午夜》
1. 《薰衣草薄霧》
2. 《反英雄》
3. 《午夜的雨》
4. 《私刑正義》
5. 《絢麗奪目（英语：Bejeweled (song)）》
6. 《大計謀家》
7. 《業力（英语：Karma (Taylor Swift song)）》9

在其中一些场次，泰勒丝会对除惊喜曲目外的固定曲目进行调整，其中包括了替换一部分曲目或添加新曲目。以下列表列出了泰勒丝在巡演期间的所有曲目调整（大規模調整包括曲目順序大幅度改動则不计入在内）。
- 1自阿靈頓第一場开始，《唯一》被加入到正式歌單中並取代《隱形的線》。[279]不過在納什維爾第二場，泰勒絲表示由於受到納什維爾大陸公園為她設置的致敬長椅題詞啓發而選擇在這一場特別表演《隱形的線》。[280]
- 2 在由菲比·布里傑斯擔任暖場嘉賓的場次时，斯威夫特會在演唱《回忆太清晰（10分钟版）》前與菲比共同演唱《了無新意》。[281][282]
- 3 自堪薩斯城站第一次開始，《直到永遠》被加入到正式歌單中並於演唱《著迷》後表演。[283]
- 4 在由海慕樂團擔任暖場嘉賓的場次时，斯威夫特會与海慕樂團成员演唱《無證無罪》以取代《該死的季節》。[284]
- 自巴黎站第一場開始，由於章節的加入，《弓箭手》、《該死的季節》、《百般容忍》、《直到永遠》、《唯一》和《末代大美國王朝》從正式歌單中移除，《恆久傳說》和則被合併為一個章節，同時各章節順序也大幅度調整。詳見2024年5月起曲目。

泰勒絲在演唱會第九幕時會演唱驚喜曲目，部分場次亦會邀請與泰勒絲合作過的驚喜嘉賓同台表演。除非特別說明，兩首驚喜曲目均由泰勒絲獨自演唱，其中第一首由泰勒絲彈奏吉他演唱，第二首由泰勒絲彈奏鋼琴演唱。以下列表中的各場次驚喜曲目順序均為第一首在先第二首在後。
2023年場次
- 在格蘭岱爾第一場表演《鏡球》和《蒂姆·麦格劳》。
- 在格蘭岱爾第二場表演《我努力嘗試》和《恩寵狀態》。
- 在拉斯維加斯第一場表演《我们的歌》和。
- 在拉斯維加斯第二場表演《高手過招》（與馬庫斯·芒福德（英语：Marcus Mumford）共同表演）和《白马》。
- 在阿靈頓第一場表演《美丽的哀愁》和《有你有我》。
- 在阿靈頓第二場表演《致命千伤》和《淨空》。
- 在阿靈頓第三場表演《墜入情網》和《幸运儿》。
- 在坦帕第一场表演《愛的告白》和《危險關係》。
- 在坦帕第二场表演《The Great War》（與亚伦·戴斯纳共同表演）和《孩子，你得靠自己了》。
- 在坦帕第二场表演《瘋女人》（由戴斯納鋼琴伴奏）和《卑鄙》（吉他演唱）。
- 在休斯敦第一场表演《樂園》和《你无所谓（英语：You're Not Sorry）》。
- 在休斯敦第二场表演《一席之地》和《今天是一场童话（英语：Today Was a Fairytale）》。
- 在休斯敦第三场表演《重新开始》和《你给的冷漠》。
- 在亞特蘭大第一场表演《愛就在門外》和《康尼島》。
- 在亞特蘭大第二场表演《High Infidelity》和《完美情人》。
- 在亞特蘭大第三场表演《我打賭你想起我了（英语：I Bet You Think About Me）》和《追愛秘笈》。
- 在纳什维尔第一场表演《火花飞舞》和《淚灑吉他》。
- 在纳什维尔第二场表演《脱离困境》和《十五岁》。
- 在纳什维尔第三场表演《Would've, Could've, Should've（英语：Would've, Could've, Should've）》（與戴斯纳共同表演）和。
- 在費城第一场表演《淘金熱》和《回来我身边》。
- 在費城第二场表演《天长地久》和《這樣的愛》。
- 在費城第三场表演《嗨 斯蒂芬》和《美好日子（英语：The Best Day (Taylor Swift song)）》。
- 在福克斯堡第一场表演《早該拒絕》和《更好的男人》。
- 在福克斯堡第二场表演《疑問…？》和《隐形的爱》。
- 在福克斯堡第三场表演《我想他懂我》和《红》（吉他演唱）5。
- 在東盧瑟福第一场表演《亡命飛車》（與杰克·安东诺夫共同表演）和《栗紅》。6
- 在東盧瑟福第二场表演《圣地》和《偽神》。
- 在東盧瑟福第三场表演《欢迎来纽约》和《淨空》。
- 在芝加哥第一场表演《只要你願意》和《湖泊》。
- 在芝加哥第二场表演《你仍在我心里》（與玛伦·莫里斯共同表演）和《I Don't Wanna Live Forever》。
- 在芝加哥第三场表演《Hits Different》和《我知道的那一刻》。
- 在底特律第一场表演《迷惑》和《按耐不住》。
- 在底特律第二场表演《只要你留下》和《呼吸》。
- 在匹兹堡第一场表演《完美先生》和《最後一次》。
- 在匹兹堡第二场表演《七》（由戴斯納鋼琴伴奏）和《我们的故事》（吉他演唱）。
- 在明尼阿波利斯第一場表演《手作紙戒》和《如果這是一部電影》。
- 在明尼阿波利斯第二場表演《分手信》和《曙光》。
- 在辛辛那提第一場表演《只有和你在一起才是我自己》和《恆久傳說》。
- 在辛辛那提第二場表演《常春藤》和《随你怎么说》。7
- 在堪薩斯城第一場表演《長不大》和《當艾瑪墜入愛河》。8
- 在堪薩斯城第二場表演《最後一吻》和《多蘿西婭》。
- 在丹佛第一場表演《烧掉的回忆》和《永恆》。
- 在丹佛第二場表演《星光》和《回到十二月》。
- 在西雅圖第一場表演《为何我们无法相处》和《都變了》。
- 在西雅圖第二場表演《瓶中信》和《面带微笑》。
- 在聖塔克拉拉第一場表演《在你離開我的地方》（與亚伦·戴斯纳共同表演）和《崩塌的城堡》。
- 在聖塔克拉拉第二場表演《留下来》和《All of the Girls You Loved Before》。
- 在洛杉磯第一場表演《我看見你了》和《栗紅》。
- 在洛杉磯第二場表演《我们的歌》和《坠入爱河》。
- 在洛杉磯第三場表演《致命千伤》和《孩子，你得靠自己了》。
- 在洛杉磯第四場表演《长裙》和。
- 在洛杉磯第五場表演《秘密基地》和《心的主人》。
- 在洛杉磯第六場表演《新浪漫》和《新年日》。
- 在墨西哥城第一場表演《忘記你的存在》和《甜蜜情話》。
- 在墨西哥城第二場表演《告诉我真相》和《下雪的海灘》。
- 在墨西哥城第三場表演《科妮莉亞街》和《孩子，你得靠自己了》。
- 在墨西哥城第四場表演《餘韻》和《栗紅》。
- 在布宜諾斯艾利斯第一場表演《那一夜》和《迷宮》。
- 在布宜諾斯艾利斯第二場表演《真的結束了嗎？》/《脱离困境》和。
- 在布宜諾斯艾利斯第三場表演《復仇女王》和《“蕩婦！”》。
- 在里約熱內盧第一場表演《保持美丽》和《鄉野傳奇》。
- 在里約熱內盧第二場表演《束手共舞》和《Bigger Than the Whole Sky（英语：Bigger Than the Whole Sky）》。
- 在里約熱內盧第三場表演和《就这样吧》。
- 在聖保羅第一場表演《我們再也不聯絡》和《純真年代》。
- 在聖保羅第二場表演《Safe and Sound》和《触摸不透》。
- 在聖保羅第三場表演《答應別走》和《重新出發》。

2024年場次
- 在東京第一場表演《Dear Reader》和《聖地》。
- 在東京第二場表演《Eyes Open》和《觸電感受》。
- 在東京第三場表演《超人》和《外面》。
- 在東京第四場表演《風雨見真情》和《孩子，你得靠自己了》。
- 在墨尔本第一場表演《红》和《You're Losing Me》。
- 在墨尔本第二場表演《亡命飛車》/《八月》/《愛就在門外》和《我努力嘗試》。
- 在墨尔本第三場表演《回来我身边》/《曙光》和《淚灑吉他》。
- 在悉尼第一場表演《追愛秘笈》和《白马》/《康尼島》（與莎賓娜·卡本特共同表演）。
- 在悉尼第二場表演《早該拒絕》/《你无所谓》和《新年日》/《平静》。
- 在悉尼第三場表演《真的結束了嗎？》/《只要你願意》和《迷惑》/。
- 在悉尼第四場表演《Would've, Could've, Should've》/《常春藤》和《天长地久》/《栗紅》。
- 在新加坡第一場表演《我的最愛》/《星光》和《I Don't Wanna Live Forever》/《长裙》。
- 在新加坡第二場表演《長話短說（英语：Long Story Short (Taylor Swift song)）》/《我们的故事》和《淨空》/《恆久傳說》。
- 在新加坡第三場表演《傻瓜》/《告诉我真相》和《这份爱》/《随你怎么说》。
- 在新加坡第四場表演《致命千伤》/《寶貝》和《十五岁》/《孩子，你得靠自己了》。
- 在新加坡第五場表演《火花飞舞》/《淘金熱》和《偽神》/《“蕩婦！”》。
- 在新加坡第六場表演《蒂姆·麦格劳》/《高手過招》和《鏡球》/《頓悟》。
- 在巴黎第一場表演《巴黎》和《一生缺憾》。
- 在巴黎第二場表演《真的結束了嗎？》/《脱离困境》和《我的男孩只會親手毀壞心愛玩具》。
- 在巴黎第三場表演《嗨 斯蒂芬》和《栗紅》。
- 在巴黎第四場表演《鍊愛術》/《危險關係》和《重新開始》/《巴黎》。
- 在斯德哥爾摩第一場表演《我想他懂我》/《完美情人》和《Peter》。
- 在斯德哥爾摩第二場表演《罪愛》和《答應別走》/《欢迎来纽约》/《淨空》。
- 在斯德哥爾摩第三場表演《瓶中信》/《追愛秘笈》/《新浪漫》和《How Did It End?》。
- 在里斯本第一場表演《危險關係》/《愛你的方式》/《愛就在門外》和《愛囚重生》/《High Infidelity》。
- 在里斯本第二場表演《折磨詩人俱樂部》/《我們再也不聯絡》和《孩子，你得靠自己了》/《直到永遠》。
- 在馬德里第一場表演《火花飛舞》/《我能救贖他 (我真能做到)》和《I Look in People's Windows》/《下雪的海灘》。
- 在馬德里第二場表演《我們的歌》/《墜入情網》和《心的主人》。
- 在里昂第一場表演《The Prophecy》/《長話短說》和《十五岁》/《孩子，你得靠自己了》。
- 在里昂第二場表演《Glitch》/《都變了》和《Chloe or Sam or Sophia or Marcus》。
- 在愛丁堡第一場表演《Would've, Could've, Should've》/《秘密基地》和《該死的季節》/《曙光》。
- 在愛丁堡第二場表演《The Bolter》/《亡命飛車》和《All of the Girls You Loved Before》/《Crazier》。
- 在愛丁堡第三場表演《有個好友真好》/《多蘿西婭》和《迷惑》/。
- 在利物浦第一場表演《我看見你了》/《我的最愛》和《科妮莉亞街》/《栗紅》。
- 在利物浦第二場表演《This is What You Came For》/《淘金熱》和《The Great War》/《You're Losing Me》。
- 在利物浦第三場表演《Carolina》/《無證無罪》和《手稿》/《红》。
- 在卡地夫表演《忘記你的存在》/《为何我们无法相处》和《I Hate It Here》/《湖泊》。
- 在倫敦第一場表演《Hits Different》/《致命千伤》和《The Black Dog》/《回来我身边》/《栗紅》。
- 在倫敦第二場表演《thanK you aIMee》/《卑鄙》和《崩塌的城堡》（與海莉·威廉斯共同表演）。
- 在倫敦第三場表演《us.》（與葛蕾西·亞伯拉罕共同表演）和《脱离困境》/《真的結束了嗎？》/《淨空》。
- 在都柏林第一場表演《恩寵狀態》/《孩子，你得靠自己了》和《甜蜜情話》/《騙局》。
- 在都柏林第二場表演《The Albatross》/《束手共舞》和《這樣的愛》/《有你有我》。
- 在都柏林第三場表演《克拉拉‧鮑》/《幸运儿》和《孩子，你得靠自己了》。
- 在阿姆斯特丹第一場表演《罪愛》/《遙不可及》和《弓箭手》/《疑問…？》。
- 在阿姆斯特丹第二場表演《imgonnagetyouback》/《长裙》和《墜入愛河》/《高手過招》。
- 在阿姆斯特丹第三場表演/《聖地》和《玛丽之歌（哦，天啊）》/《So High School》/《都變了》。
- 在苏黎世第一場表演《在你離開我的地方》/《只要你留下》和《最後一吻》/《美丽的哀愁》。
- 在苏黎世第二場表演《終止》/《善良的心》和《Robin》/《不要长大》。
- 在米蘭第一場表演《唯一》/《樂園》和《按耐不住》/《我知道的那一刻》。
- 在米蘭第二場表演《完美先生》/《红》和《亡命飛車》/《脱离困境》。
- 在盖尔森基兴第一場表演《超级巨星》/《隱形的線》和《“蕩婦！”》/《偽神》。
- 在盖尔森基兴第二場表演《愛的告白》/《嗨 斯蒂芬》和《我努力嘗試》/《迷宮》。
- 在盖尔森基兴第三場表演《手作紙戒》/《留下来》和《重新出發》/《更好的男人》。
- 在汉堡第一場表演《泪洒吉他》/《最後一次》和《我们曾快乐（英语：We Were Happy）》/《幸福》。
- 在汉堡第二場表演《了無新意》/《Dear Reader》和《末代大美國王朝》/《奔跑》。
- 在慕尼黑第一場表演《愛囚重生》/《坠入爱河》和《常春藤》/《随你怎么说》。
- 在慕尼黑第二場表演《I Don't Wanna Live Forever》/《imgonnagetyouback》和《一生缺憾》/《为何你不》。
- 在華沙第一場表演《鏡球》/《克拉拉‧鮑》和《鄉野傳奇》/《新年日》。
- 在華沙第二場表演《我能救贖他 (我真能做到)》/《我看見你了》和《红》/《栗紅》。
- 在華沙第三場表演《今天是一场童话》/《我想他懂我》和《The Black Dog》/《放逐》。
- 在倫敦第四場表演《放大絕》/《都變了》/《自言自語（與紅髮艾德共同表演）和《心的主人》/《鍊愛術》。
- 在倫敦第五場表演《倫敦男孩》和《分手信》/《美丽的哀愁》。
- 在倫敦第六場表演和《我的男孩只會親手毀壞心愛玩具》/《康尼島》。
- 在倫敦第七場表演《直到永遠》/《改變》和《弓箭手》/《孩子，你得靠自己了》。
- 在倫敦第八場表演《致命千伤》/《亡命飛車》（與杰克·安东诺夫共同表演）和《再见，伦敦》。
- 在邁阿密第一場表演《蒂姆·麦格劳》/《永恆》和《我努力嘗試》/《曙光》。
- 在邁阿密第二場表演《早該拒絕》/《使壞》和《一生缺憾》/《白马》。
- 在邁阿密第三場表演《脱离困境》/《只要你留下》和《鏡球》/《罪愛》。
- 在紐奧良第一場表演《我们的歌》/《随你怎么说》和《The Black Dog》/《迷惑》。
- 在紐奧良第二場表演《Espresso》/《真的結束了嗎？》/《Please Please Please》（與莎賓娜·卡本特共同表演）和《Hits Different》/《欢迎来纽约》。
- 在紐奧良第二場表演《餘韻》/《长裙》和《追愛秘笈》/《淨空》。
- 在印第安納波利斯第一場表演《The Albatross》/《圣地》和《你给的冷漠》/《放逐》。
- 在印第安納波利斯第二場表演《The Prophecy》/《这份爱》和《栗紅》/《高手過招》。
- 在印第安納波利斯第三場表演《科妮莉亞街》/《The Bolter》和《致命千伤》/《The Great War》。
- 在多倫多第一場表演《我的男孩只會親手毀壞心愛玩具》/《为何我们无法相处》和《偽神》/《該死的季節》。
- 在多倫多第二場表演《I Don't Wanna Live Forever》/《我的最愛》和《恆久傳說》/《Peter》。
- 在多倫多第三場表演《us.》/《脱离困境》（與葛蕾西·亞伯拉罕共同表演）和《孩子，你得靠自己了》/《長話短說》。
- 在多倫多第四場表演《完美先生》/《復仇女王》和《恩寵狀態》/《迷宮》。
- 在多倫多第五場表演《有你有我》/《末代大美國王朝》和《Cassandra》/《瘋女人》/《使壞》。
- 在多倫多第六場表演《火花飞舞》/《瓶中信》和《You're Losing Me》/《How Did It End?》。
- 在溫哥華第一場表演《迷惑》/《樂園》和《長不大》/《美好日子》。
- 在溫哥華第二場表演《I Love You, I'm Sorry》/《最後一吻》（與葛蕾西·亞伯拉罕共同表演）和《折磨詩人俱樂部》/《栗紅》。
- 在溫哥華第三場表演《一席之地》/《新浪漫》和《直到永遠》/《新年日》/《手稿》。

- 5 由於福克斯堡第二場期間的大雨導致原本演唱第二首驚喜曲目用的鋼琴進水并在第三场發生故障，福克斯堡第三场的兩首驚喜曲目均改為彈奏吉他的方式演唱。[286]
- 6 在東盧瑟福第一場演唱驚喜曲目前，斯威夫特特別播放了《業力（冰辣妹助阵）》的音樂視頻。[287]此外，在東盧瑟福的三場演出中冰辣妹亦作為特別嘉賓與斯威夫特共同演唱了《業力》。[288]
- 7 在辛辛那提第二場演唱第一首驚喜曲目和第二首驚喜曲目之間，斯威夫特與葛蕾西·亞伯拉罕共同演唱了歌曲《I Miss You, I'm Sorry》。[289]
- 8 在堪薩斯城第一場演唱驚喜曲目前，斯威夫特特別播放了《我看見你了》的音樂視頻。[290]
- 9 在倫敦第八場和邁阿密三場演唱《但 爹地我愛他》/《So High School》和《誰會害怕從前那個渺小的我？》之間，斯威夫特與弗洛倫斯·韋爾奇共同演唱了歌曲《佛羅里達！！！》。[291]此外，在倫敦第八場演出結束後，斯威夫特特別播放了《即使心碎我也無怨無悔》的音樂視頻。[292][293]

## 場次列表
| 日期                     | 城市              | 國家                         | 舉辦場館 （當地名稱）                                                         | 暖場嘉賓                                                           |                   |                   |
| 第一階段 — 北美洲        | 第一階段 — 北美洲 | 第一階段 — 北美洲            | 第一階段 — 北美洲                                                             | 第一階段 — 北美洲                                                  | 第一階段 — 北美洲 | 第一階段 — 北美洲 |
| ------------------------ | ----------------- | ---------------------------- | ----------------------------------------------------------------------------- | ------------------------------------------------------------------ | ----------------- | ----------------- |
| 2023年3月17日            | 格蘭岱爾          | 美国                         | 州立農業體育館 （State Farm Stadium）                                         | 帕拉摩爾樂團 蓋兒                                                  |                   |                   |
| 2023年3月18日            | 格蘭岱爾          | 美国                         | 州立農業體育館 （State Farm Stadium）                                         | 帕拉摩爾樂團 蓋兒                                                  |                   |                   |
| 2023年3月24日            | 天堂市            | 美国                         | 忠實體育場 （Allegiant Stadium）                                              | Beabadoobee 蓋兒                                                   |                   |                   |
| 2023年3月25日            | 天堂市            | 美国                         | 忠實體育場 （Allegiant Stadium）                                              | Beabadoobee 蓋兒                                                   |                   |                   |
| 2023年3月31日            | 阿靈頓            | 美国                         | AT&T體育場 （AT&T Stadium）                                                   | MUNA 蓋兒                                                          |                   |                   |
| 2023年4月1日             | 阿靈頓            | 美国                         | AT&T體育場 （AT&T Stadium）                                                   | Beabadoobee 格蕾西·亞伯拉罕                                        |                   |                   |
| 2023年4月2日             | 阿靈頓            | 美国                         | AT&T體育場 （AT&T Stadium）                                                   | Beabadoobee 格蕾西·亞伯拉罕                                        |                   |                   |
| 2023年4月13日            | 坦帕              | 美国                         | 雷蒙詹姆斯體育場 （Raymond James Stadium）                                    | Beabadoobee 蓋兒                                                   |                   |                   |
| 2023年4月14日            | 坦帕              | 美国                         | 雷蒙詹姆斯體育場 （Raymond James Stadium）                                    | Beabadoobee 格蕾西·亞伯拉罕                                        |                   |                   |
| 2023年4月15日            | 坦帕              | 美国                         | 雷蒙詹姆斯體育場 （Raymond James Stadium）                                    | Beabadoobee 格蕾西·亞伯拉罕                                        |                   |                   |
| 2023年4月21日            | 休斯敦            | 美国                         | NRG體育場 （NRG Stadium）                                                     | Beabadoobee 格蕾西·亞伯拉罕                                        |                   |                   |
| 2023年4月22日            | 休斯敦            | 美国                         | NRG體育場 （NRG Stadium）                                                     | Beabadoobee 格蕾西·亞伯拉罕                                        |                   |                   |
| 2023年4月23日            | 休斯敦            | 美国                         | NRG體育場 （NRG Stadium）                                                     | Beabadoobee 格蕾西·亞伯拉罕                                        |                   |                   |
| 2023年4月28日            | 亚特兰大          | 美国                         | 梅賽德斯-賓士體育場 （Mercedes-Benz Stadium）                                 | Beabadoobee 格蕾西·亞伯拉罕                                        |                   |                   |
| 2023年4月29日            | 亚特兰大          | 美国                         | 梅賽德斯-賓士體育場 （Mercedes-Benz Stadium）                                 | Beabadoobee 格蕾西·亞伯拉罕                                        |                   |                   |
| 2023年4月30日            | 亚特兰大          | 美国                         | 梅賽德斯-賓士體育場 （Mercedes-Benz Stadium）                                 | MUNA 蓋兒                                                          |                   |                   |
| 2023年5月5日             | 纳什维尔          | 美国                         | 日產體育場 （Nissan Stadium）                                                 | 菲比·布里傑斯 格蕾西·亞伯拉罕                                      |                   |                   |
| 2023年5月6日             | 纳什维尔          | 美国                         | 日產體育場 （Nissan Stadium）                                                 | 菲比·布里傑斯 蓋兒                                                 |                   |                   |
| 2023年5月7日             | 纳什维尔          | 美国                         | 日產體育場 （Nissan Stadium）                                                 | 不適用                                                             |                   |                   |
| 2023年5月12日            | 費城              | 美国                         | 林肯金融球場 （Lincoln Financial Field）                                      | 菲比·布里傑斯 蓋兒                                                 |                   |                   |
| 2023年5月13日            | 費城              | 美国                         | 林肯金融球場 （Lincoln Financial Field）                                      | 菲比·布里傑斯 蓋兒                                                 |                   |                   |
| 2023年5月14日            | 費城              | 美国                         | 林肯金融球場 （Lincoln Financial Field）                                      | 菲比·布里傑斯 格蕾西·亞伯拉罕                                      |                   |                   |
| 2023年5月19日            | 福克斯堡          | 美国                         | 吉列體育場 （Gillette Stadium）                                               | 蓋兒 菲比·布里傑斯                                                 |                   |                   |
| 2023年5月20日            | 福克斯堡          | 美国                         | 吉列體育場 （Gillette Stadium）                                               | 蓋兒 菲比·布里傑斯                                                 |                   |                   |
| 2023年5月21日            | 福克斯堡          | 美国                         | 吉列體育場 （Gillette Stadium）                                               | 菲比·布里傑斯 格蕾西·亞伯拉罕                                      |                   |                   |
| 2023年5月26日            | 東盧瑟福          | 美国                         | 大都會人壽體育場 （MetLife Stadium）                                          | 蓋兒 菲比·布里傑斯                                                 |                   |                   |
| 2023年5月27日            | 東盧瑟福          | 美国                         | 大都會人壽體育場 （MetLife Stadium）                                          | 菲比·布里傑斯 格蕾西·亞伯拉罕                                      |                   |                   |
| 2023年5月28日            | 東盧瑟福          | 美国                         | 大都會人壽體育場 （MetLife Stadium）                                          | 菲比·布里傑斯 歐文                                                 |                   |                   |
| 2023年6月2日             | 芝加哥            | 美国                         | 軍人球場 Soldier Field                                                        | 紅衣女孩 歐文                                                      |                   |                   |
| 2023年6月3日             | 芝加哥            | 美国                         | 軍人球場 Soldier Field                                                        | 紅衣女孩 歐文                                                      |                   |                   |
| 2023年6月4日             | 芝加哥            | 美国                         | 軍人球場 Soldier Field                                                        | MUNA 格蕾西·亞伯拉罕                                               |                   |                   |
| 2023年6月9日             | 底特律            | 美国                         | 福特球場 （Ford Field）                                                       | 紅衣女孩 格蕾西·亞伯拉罕                                           |                   |                   |
| 2023年6月10日            | 底特律            | 美国                         | 福特球場 （Ford Field）                                                       | 紅衣女孩 歐文                                                      |                   |                   |
| 2023年6月16日            | 匹兹堡            | 美国                         | Acrisure體育場 （Acrisure Stadium）                                           | 紅衣女孩 格蕾西·亞伯拉罕                                           |                   |                   |
| 2023年6月17日            | 匹兹堡            | 美国                         | Acrisure體育場 （Acrisure Stadium）                                           | 紅衣女孩 歐文                                                      |                   |                   |
| 2023年6月23日            | 明尼阿波利斯      | 美国                         | 美國合眾銀行體育場 （U.S. Bank Stadium）                                      | 紅衣女孩 格蕾西·亞伯拉罕                                           |                   |                   |
| 2023年6月24日            | 明尼阿波利斯      | 美国                         | 美國合眾銀行體育場 （U.S. Bank Stadium）                                      | 紅衣女孩 歐文                                                      |                   |                   |
| 2023年6月30日            | 辛辛那提          | 美国                         | 保羅布朗體育場 （Paycor Stadium）                                             | MUNA 格蕾西·亞伯拉罕                                               |                   |                   |
| 2023年7月1日             | 辛辛那提          | 美国                         | 保羅布朗體育場 （Paycor Stadium）                                             | MUNA                                                               |                   |                   |
| 2023年7月7日             | 堪薩斯城          | 美国                         | 箭頭體育場 （GEHA Field at Arrowhead Stadium）                                | MUNA 格蕾西·亞伯拉罕                                               |                   |                   |
| 2023年7月8日             | 堪薩斯城          | 美国                         | 箭頭體育場 （GEHA Field at Arrowhead Stadium）                                | MUNA 格蕾西·亞伯拉罕                                               |                   |                   |
| 2023年7月14日            | 丹佛              | 美国                         | 里高賦能體育場 （Empower Field at Mile High）                                 | MUNA 格蕾西·亞伯拉罕                                               |                   |                   |
| 2023年7月15日            | 丹佛              | 美国                         | 里高賦能體育場 （Empower Field at Mile High）                                 | MUNA 格蕾西·亞伯拉罕                                               |                   |                   |
| 2023年7月22日            | 西雅圖            | 美国                         | 流明球場 （Lumen Field）                                                      | 海慕樂團 格蕾西·亞伯拉罕                                           |                   |                   |
| 2023年7月23日            | 西雅圖            | 美国                         | 流明球場 （Lumen Field）                                                      | 海慕樂團 格蕾西·亞伯拉罕                                           |                   |                   |
| 2023年7月28日            | 圣克拉拉          | 美国                         | 李維斯體育場 （Levi's Stadium）                                               | 海慕樂團 格蕾西·亞伯拉罕                                           |                   |                   |
| 2023年7月29日            | 圣克拉拉          | 美国                         | 李維斯體育場 （Levi's Stadium）                                               | 海慕樂團 格蕾西·亞伯拉罕                                           |                   |                   |
| 2023年8月3日             | 英格爾伍德        | 美国                         | SoFi體育場 （SoFi Stadium）                                                   | 海慕樂團 格蕾西·亞伯拉罕                                           |                   |                   |
| 2023年8月4日             | 英格爾伍德        | 美国                         | SoFi體育場 （SoFi Stadium）                                                   | 海慕樂團 歐文                                                      |                   |                   |
| 2023年8月5日             | 英格爾伍德        | 美国                         | SoFi體育場 （SoFi Stadium）                                                   | 海慕樂團 蓋兒                                                      |                   |                   |
| 2023年8月7日             | 英格爾伍德        | 美国                         | SoFi體育場 （SoFi Stadium）                                                   | 海慕樂團 格蕾西·亞伯拉罕                                           |                   |                   |
| 2023年8月8日             | 英格爾伍德        | 美国                         | SoFi體育場 （SoFi Stadium）                                                   | 海慕樂團 格蕾西·亞伯拉罕                                           |                   |                   |
| 2023年8月9日             | 英格爾伍德        | 美国                         | SoFi體育場 （SoFi Stadium）                                                   | 海慕樂團 蓋兒                                                      |                   |                   |
| 第二階段 — 拉丁美洲      |                   |                              |                                                                               |                                                                    |                   |                   |
| 2023年8月24日            | 墨西哥城          | 墨西哥                       | 太陽論壇 （Foro Sol）                                                         | 莎賓娜·卡本特                                                      |                   |                   |
| 2023年8月25日            | 墨西哥城          | 墨西哥                       | 太陽論壇 （Foro Sol）                                                         | 莎賓娜·卡本特                                                      |                   |                   |
| 2023年8月26日            | 墨西哥城          | 墨西哥                       | 太陽論壇 （Foro Sol）                                                         | 莎賓娜·卡本特                                                      |                   |                   |
| 2023年8月27日            | 墨西哥城          | 墨西哥                       | 太陽論壇 （Foro Sol）                                                         | 莎賓娜·卡本特                                                      |                   |                   |
| 2023年11月9日            | 布宜諾斯艾利斯    | 阿根廷                       | 紀念碑球場 （Estadio Monumental）                                             | 莎賓娜·卡本特 LOUTA                                                |                   |                   |
| 2023年11月11日           | 布宜諾斯艾利斯    | 阿根廷                       | 紀念碑球場 （Estadio Monumental）                                             | 莎賓娜·卡本特 LOUTA                                                |                   |                   |
| 2023年11月12日           | 布宜諾斯艾利斯    | 阿根廷                       | 紀念碑球場 （Estadio Monumental）                                             | 莎賓娜·卡本特 LOUTA                                                |                   |                   |
| 2023年11月17日           | 里約熱內盧        | 巴西                         | 尼頓·山度士奧林匹克體育場 （Estádio Olímpico Nilton Santos）                  | 莎賓娜·卡本特                                                      |                   |                   |
| 2023年11月19日           | 里約熱內盧        | 巴西                         | 尼頓·山度士奧林匹克體育場 （Estádio Olímpico Nilton Santos）                  | 莎賓娜·卡本特                                                      |                   |                   |
| 2023年11月20日           | 里約熱內盧        | 巴西                         | 尼頓·山度士奧林匹克體育場 （Estádio Olímpico Nilton Santos）                  | 莎賓娜·卡本特                                                      |                   |                   |
| 2023年11月24日           | 聖保羅            | 巴西                         | 安聯公園 （Allianz Parque）                                                   | 莎賓娜·卡本特                                                      |                   |                   |
| 2023年11月25日           | 聖保羅            | 巴西                         | 安聯公園 （Allianz Parque）                                                   | 莎賓娜·卡本特                                                      |                   |                   |
| 2023年11月26日           | 聖保羅            | 巴西                         | 安聯公園 （Allianz Parque）                                                   | 莎賓娜·卡本特                                                      |                   |                   |
| 第三階段 — 亚洲 / 大洋洲 |                   |                              |                                                                               |                                                                    |                   |                   |
| 2024年2月7日             | 東京              | 日本                         | 東京巨蛋 （Tokyo Dome / ）                                                    | 不適用                                                             |                   |                   |
| 2024年2月8日             | 東京              | 日本                         | 東京巨蛋 （Tokyo Dome / ）                                                    | 不適用                                                             |                   |                   |
| 2024年2月9日             | 東京              | 日本                         | 東京巨蛋 （Tokyo Dome / ）                                                    | 不適用                                                             |                   |                   |
| 2024年2月10日            | 東京              | 日本                         | 東京巨蛋 （Tokyo Dome / ）                                                    | 不適用                                                             |                   |                   |
| 2024年2月16日            | 墨爾本            |                              | 墨爾本板球場 （Melbourne Cricket Ground）                                     | 莎賓娜·卡本特                                                      |                   |                   |
| 2024年2月17日            | 墨爾本            |                              | 墨爾本板球場 （Melbourne Cricket Ground）                                     | 莎賓娜·卡本特                                                      |                   |                   |
| 2024年2月18日            | 墨爾本            |                              | 墨爾本板球場 （Melbourne Cricket Ground）                                     | 莎賓娜·卡本特                                                      |                   |                   |
| 2024年2月23日            | 悉尼              | 雅高體育場 （Accor Stadium） | 不適用                                                                        |                                                                    |                   |                   |
| 2024年2月24日            | 悉尼              | 雅高體育場 （Accor Stadium） | 莎賓娜·卡本特                                                                 |                                                                    |                   |                   |
| 2024年2月25日            | 悉尼              | 雅高體育場 （Accor Stadium） | 莎賓娜·卡本特                                                                 |                                                                    |                   |                   |
| 2024年2月26日            | 悉尼              | 雅高體育場 （Accor Stadium） | 莎賓娜·卡本特                                                                 |                                                                    |                   |                   |
| 2024年3月2日             | 新加坡            | 新加坡                       | 莎賓娜·卡本特                                                                 | 新加坡國家體育場 （Singapore National Stadium / சிங்கப்பூர் தேசிய அரங்கம்） |                   |                   |
| 2024年3月3日             | 新加坡            | 新加坡                       | 莎賓娜·卡本特                                                                 | 新加坡國家體育場 （Singapore National Stadium / சிங்கப்பூர் தேசிய அரங்கம்） |                   |                   |
| 2024年3月4日             | 新加坡            | 新加坡                       | 莎賓娜·卡本特                                                                 | 新加坡國家體育場 （Singapore National Stadium / சிங்கப்பூர் தேசிய அரங்கம்） |                   |                   |
| 2024年3月7日             | 新加坡            | 新加坡                       | 莎賓娜·卡本特                                                                 | 新加坡國家體育場 （Singapore National Stadium / சிங்கப்பூர் தேசிய அரங்கம்） |                   |                   |
| 2024年3月8日             | 新加坡            | 新加坡                       | 莎賓娜·卡本特                                                                 | 新加坡國家體育場 （Singapore National Stadium / சிங்கப்பூர் தேசிய அரங்கம்） |                   |                   |
| 2024年3月9日             | 新加坡            | 新加坡                       | 莎賓娜·卡本特                                                                 | 新加坡國家體育場 （Singapore National Stadium / சிங்கப்பூர் தேசிய அரங்கம்） |                   |                   |
| 第四階段 — 歐洲          |                   |                              |                                                                               |                                                                    |                   |                   |
| 2024年5月9日             | 楠泰尔            | 法國                         | 巴黎拉德芳斯體育館 （Paris La Défense Arena）                                 | 帕拉摩爾樂團                                                       |                   |                   |
| 2024年5月10日            | 楠泰尔            | 法國                         | 巴黎拉德芳斯體育館 （Paris La Défense Arena）                                 | 帕拉摩爾樂團                                                       |                   |                   |
| 2024年5月11日            | 楠泰尔            | 法國                         | 巴黎拉德芳斯體育館 （Paris La Défense Arena）                                 | 帕拉摩爾樂團                                                       |                   |                   |
| 2024年5月12日            | 楠泰尔            | 法國                         | 巴黎拉德芳斯體育館 （Paris La Défense Arena）                                 | 帕拉摩爾樂團                                                       |                   |                   |
| 2024年5月17日            | 斯德哥尔摩        | 瑞典                         | 友誼競技場 （Friends Arena）                                                  | 帕拉摩爾樂團                                                       |                   |                   |
| 2024年5月18日            | 斯德哥尔摩        | 瑞典                         | 友誼競技場 （Friends Arena）                                                  | 帕拉摩爾樂團                                                       |                   |                   |
| 2024年5月19日            | 斯德哥尔摩        | 瑞典                         | 友誼競技場 （Friends Arena）                                                  | 帕拉摩爾樂團                                                       |                   |                   |
| 2024年5月24日            | 里斯本            | 葡萄牙                       | 盧斯球場 （Estádio da Luz）                                                   | 帕拉摩爾樂團                                                       |                   |                   |
| 2024年5月25日            | 里斯本            | 葡萄牙                       | 盧斯球場 （Estádio da Luz）                                                   | 帕拉摩爾樂團                                                       |                   |                   |
| 2024年5月29日            | 马德里            | 西班牙                       | 圣地亚哥·伯纳乌球场 （Santiago Bernabéu Stadium / Estadio Santiago Bernabéu） | 帕拉摩爾樂團                                                       |                   |                   |
| 2024年5月30日            | 马德里            | 西班牙                       | 圣地亚哥·伯纳乌球场 （Santiago Bernabéu Stadium / Estadio Santiago Bernabéu） | 帕拉摩爾樂團                                                       |                   |                   |
| 2024年6月2日             | 代西讷-沙尔皮约   | 法國                         | 安盟球場 （Groupama Stadium）                                                 | 帕拉摩爾樂團                                                       |                   |                   |
| 2024年6月3日             | 代西讷-沙尔皮约   | 法國                         | 安盟球場 （Groupama Stadium）                                                 | 帕拉摩爾樂團                                                       |                   |                   |
| 2024年6月7日             | 爱丁堡            | 英国                         | 默萊菲體育場 （Murrayfield Stadium）                                          | 帕拉摩爾樂團                                                       |                   |                   |
| 2024年6月8日             | 爱丁堡            | 英国                         | 默萊菲體育場 （Murrayfield Stadium）                                          | 帕拉摩爾樂團                                                       |                   |                   |
| 2024年6月9日             | 爱丁堡            | 英国                         | 默萊菲體育場 （Murrayfield Stadium）                                          | 帕拉摩爾樂團                                                       |                   |                   |
| 2024年6月13日            | 利物浦            | 英国                         | 安菲爾德球場 （Anfield）                                                      | 帕拉摩爾樂團                                                       |                   |                   |
| 2024年6月14日            | 利物浦            | 英国                         | 安菲爾德球場 （Anfield）                                                      | 帕拉摩爾樂團                                                       |                   |                   |
| 2024年6月15日            | 利物浦            | 英国                         | 安菲爾德球場 （Anfield）                                                      | 帕拉摩爾樂團                                                       |                   |                   |
| 2024年6月18日            | 卡地夫            | 英国                         | 千禧球場 （Millennium Stadium / Stadiwm y Mileniwm）                          | 帕拉摩爾樂團                                                       |                   |                   |
| 2024年6月21日            | 倫敦              | 英国                         | 溫布利球場 （Wembley Stadium）                                                | 帕拉摩爾樂團 METTE                                                 |                   |                   |
| 2024年6月22日            | 倫敦              | 英国                         | 溫布利球場 （Wembley Stadium）                                                | 帕拉摩爾樂團 格莉夫                                                |                   |                   |
| 2024年6月23日            | 倫敦              | 英国                         | 溫布利球場 （Wembley Stadium）                                                | 帕拉摩爾樂團 本森·布恩                                             |                   |                   |
| 2024年6月28日            | 都柏林            | 爱尔兰                       | 英傑華球場 （Aviva Stadium）                                                  | 帕拉摩爾樂團                                                       |                   |                   |
| 2024年6月29日            | 都柏林            | 爱尔兰                       | 英傑華球場 （Aviva Stadium）                                                  | 帕拉摩爾樂團                                                       |                   |                   |
| 2024年6月30日            | 都柏林            | 爱尔兰                       | 英傑華球場 （Aviva Stadium）                                                  | 帕拉摩爾樂團                                                       |                   |                   |
| 2024年7月4日             | 阿姆斯特丹        | 荷蘭                         | 約翰·克魯伊夫競技場 （Johan Cruyff Arena）                                    | 帕拉摩爾樂團                                                       |                   |                   |
| 2024年7月5日             | 阿姆斯特丹        | 荷蘭                         | 約翰·克魯伊夫競技場 （Johan Cruyff Arena）                                    | 帕拉摩爾樂團                                                       |                   |                   |
| 2024年7月6日             | 阿姆斯特丹        | 荷蘭                         | 約翰·克魯伊夫競技場 （Johan Cruyff Arena）                                    | 帕拉摩爾樂團                                                       |                   |                   |
| 2024年7月9日             | 苏黎世            | 瑞士                         | 勒兹格伦德球场 （Stadion Letzigrund）                                         | 帕拉摩爾樂團                                                       |                   |                   |
| 2024年7月10日            | 苏黎世            | 瑞士                         | 勒兹格伦德球场 （Stadion Letzigrund）                                         | 帕拉摩爾樂團                                                       |                   |                   |
| 2024年7月13日            | 米蘭              | 義大利                       | 聖西路球場 （Stadio San Siro）                                                | 帕拉摩爾樂團                                                       |                   |                   |
| 2024年7月14日            | 米蘭              | 義大利                       | 聖西路球場 （Stadio San Siro）                                                | 帕拉摩爾樂團                                                       |                   |                   |
| 2024年7月17日            | 蓋爾森基興        | 德国                         | 費爾廷斯競技場 （Veltins-Arena）                                              | 帕拉摩爾樂團                                                       |                   |                   |
| 2024年7月18日            | 蓋爾森基興        | 德国                         | 費爾廷斯競技場 （Veltins-Arena）                                              | 帕拉摩爾樂團                                                       |                   |                   |
| 2024年7月19日            | 蓋爾森基興        | 德国                         | 費爾廷斯競技場 （Veltins-Arena）                                              | 帕拉摩爾樂團                                                       |                   |                   |
| 2024年7月23日            | 汉堡              | 德国                         | 禾克斯公園球場 （Volksparkstadion）                                           | 帕拉摩爾樂團                                                       |                   |                   |
| 2024年7月24日            | 汉堡              | 德国                         | 禾克斯公園球場 （Volksparkstadion）                                           | 帕拉摩爾樂團                                                       |                   |                   |
| 2024年7月27日            | 慕尼黑            | 德国                         | 慕尼黑奧林匹克體育場 （Olympiastadion）                                       | 帕拉摩爾樂團                                                       |                   |                   |
| 2024年7月28日            | 慕尼黑            | 德国                         | 慕尼黑奧林匹克體育場 （Olympiastadion）                                       | 帕拉摩爾樂團                                                       |                   |                   |
| 2024年8月1日             | 華沙              | 波蘭                         | 華沙國家體育場 （Stadion Narodowy）                                           | 帕拉摩爾樂團                                                       |                   |                   |
| 2024年8月2日             | 華沙              | 波蘭                         | 華沙國家體育場 （Stadion Narodowy）                                           | 帕拉摩爾樂團                                                       |                   |                   |
| 2024年8月3日             | 華沙              | 波蘭                         | 華沙國家體育場 （Stadion Narodowy）                                           | 帕拉摩爾樂團                                                       |                   |                   |
| 2024年8月15日            | 倫敦              | 英国                         | 溫布利球場 （Wembley Stadium）                                                | 帕拉摩爾樂團 索菲亞·伊塞拉                                         |                   |                   |
| 2024年8月16日            | 倫敦              | 英国                         | 溫布利球場 （Wembley Stadium）                                                | 帕拉摩爾樂團 霍莉·亨伯斯頓                                         |                   |                   |
| 2024年8月17日            | 倫敦              | 英国                         | 溫布利球場 （Wembley Stadium）                                                | 帕拉摩爾樂團 蘇琪·沃特豪斯                                         |                   |                   |
| 2024年8月19日            | 倫敦              | 英国                         | 溫布利球場 （Wembley Stadium）                                                | 帕拉摩爾樂團 麦西·皮特斯                                           |                   |                   |
| 2024年8月20日            | 倫敦              | 英国                         | 溫布利球場 （Wembley Stadium）                                                | 帕拉摩爾樂團 蕾伊                                                  |                   |                   |
| 第五階段 — 北美洲        |                   |                              |                                                                               |                                                                    |                   |                   |
| 2024年10月18日           | 邁阿密加登斯      | 美国                         | 硬石體育場 （Hard Rock Stadium）                                              | 格蕾西·亞伯拉罕                                                    |                   |                   |
| 2024年10月19日           | 邁阿密加登斯      | 美国                         | 硬石體育場 （Hard Rock Stadium）                                              | 格蕾西·亞伯拉罕                                                    |                   |                   |
| 2024年10月20日           | 邁阿密加登斯      | 美国                         | 硬石體育場 （Hard Rock Stadium）                                              | 格蕾西·亞伯拉罕                                                    |                   |                   |
| 2024年10月25日           | 紐奧良            | 美国                         | 凱撒超級巨蛋 （Caesars Superdome）                                            | 格蕾西·亞伯拉罕                                                    |                   |                   |
| 2024年10月26日           | 紐奧良            | 美国                         | 凱撒超級巨蛋 （Caesars Superdome）                                            | 格蕾西·亞伯拉罕                                                    |                   |                   |
| 2024年10月27日           | 紐奧良            | 美国                         | 凱撒超級巨蛋 （Caesars Superdome）                                            | 格蕾西·亞伯拉罕                                                    |                   |                   |
| 2024年11月1日            | 印第安納坡里斯    | 美国                         | 魯卡斯石油體育場 （Lucas Oil Stadium）                                        | 格蕾西·亞伯拉罕                                                    |                   |                   |
| 2024年11月2日            | 印第安納坡里斯    | 美国                         | 魯卡斯石油體育場 （Lucas Oil Stadium）                                        | 格蕾西·亞伯拉罕                                                    |                   |                   |
| 2024年11月3日            | 印第安納坡里斯    | 美国                         | 魯卡斯石油體育場 （Lucas Oil Stadium）                                        | 格蕾西·亞伯拉罕                                                    |                   |                   |
| 2024年11月14日           | 多倫多            | 加拿大                       | 羅渣士中心 （Rogers Centre / Centre Rogers）                                  | 格蕾西·亞伯拉罕                                                    |                   |                   |
| 2024年11月15日           | 多倫多            | 加拿大                       | 羅渣士中心 （Rogers Centre / Centre Rogers）                                  | 格蕾西·亞伯拉罕                                                    |                   |                   |
| 2024年11月16日           | 多倫多            | 加拿大                       | 羅渣士中心 （Rogers Centre / Centre Rogers）                                  | 格蕾西·亞伯拉罕                                                    |                   |                   |
| 2024年11月21日           | 多倫多            | 加拿大                       | 羅渣士中心 （Rogers Centre / Centre Rogers）                                  | 格蕾西·亞伯拉罕                                                    |                   |                   |
| 2024年11月22日           | 多倫多            | 加拿大                       | 羅渣士中心 （Rogers Centre / Centre Rogers）                                  | 格蕾西·亞伯拉罕                                                    |                   |                   |
| 2024年11月23日           | 多倫多            | 加拿大                       | 羅渣士中心 （Rogers Centre / Centre Rogers）                                  | 格蕾西·亞伯拉罕                                                    |                   |                   |
| 2024年12月6日            | 溫哥華            | 加拿大                       | 卑詩體育館 （BC Place）                                                       | 格蕾西·亞伯拉罕                                                    |                   |                   |
| 2024年12月7日            | 溫哥華            | 加拿大                       | 卑詩體育館 （BC Place）                                                       | 格蕾西·亞伯拉罕                                                    |                   |                   |
| 2024年12月8日            | 溫哥華            | 加拿大                       | 卑詩體育館 （BC Place）                                                       | 格蕾西·亞伯拉罕                                                    |                   |                   |

1. ↑  官方宣傳中列為拉斯維加斯場次。
2. ↑  本場演出原計劃由菲比·布里傑斯和格蕾西·亞伯拉罕擔任暖場嘉賓，但暖場表演由於當地大雨導致演唱會推遲而取消。[294]
3. ↑  本場演出原計劃由MUNA和格蕾西·亞伯拉罕擔任暖場嘉賓，但亞伯拉罕的暖場表演由於天氣原因而取消。[295]
4. ↑  官方宣傳中列為洛杉磯場次。
5. ↑  布宜諾斯艾利斯站第2場演唱會原定於11月10日舉行，但這場演唱會因為當地雷暴天氣而被迫改期。[296]
6. ↑  里約熱內盧站第2場演唱會原定於11月18日舉行，但這場演唱會因為當地热浪以及其导致的演唱会第1场期间的观众死亡事故（英语：Death of Ana Clara Benevides）而被迫改期。[263]
7. ↑  本場演出原計劃由莎賓娜·卡本特擔任暖場嘉賓，但暖場表演由於當地大雨導致演唱會推遲而取消。[297]受此影響，莎賓娜·卡本特於本場演出第二首驚喜曲目時作為特別嘉賓登台。
8. ↑  官方宣傳中列為巴黎場次。
9. ↑  官方宣傳中列為里昂場次。
10. ↑  官方宣傳中列為邁阿密場次。

## 取消的演出
| 日期          | 城市   | 国家   | 场馆                                       | 取消理由     |
| ------------- | ------ | ------ | ------------------------------------------ | ------------ |
| 2024年8月8日  | 維也納 | 奥地利 | 恩斯特·哈佩爾球場 （Ernst-Happel-Stadion） | 恐怖襲擊威脅 |
| 2024年8月9日  | 維也納 | 奥地利 | 恩斯特·哈佩爾球場 （Ernst-Happel-Stadion） | 恐怖襲擊威脅 |
| 2024年8月10日 | 維也納 | 奥地利 | 恩斯特·哈佩爾球場 （Ernst-Happel-Stadion） | 恐怖襲擊威脅 |

## 註解
1. ↑  風格化為「Taylor Swift | The Eras Tour」[14]
2. ↑  該記錄在兩個月後（2023年7月22日）被紅髮艾德的+–=÷×巡迴演唱會以73,874人次打破[175]。
3. ↑  提名者包括斯威夫特本人和AMC電影院[228]
4. ↑  提名者為格蕾西·亞伯拉罕[228]